# ميتسوبيشي تريتون
ميتسوبيشي تريتون Mitsubishi Triton هي شاحنة صغيرة تنتجها شركة ميتسوبيشي موتورز. في اليابان كانت تعرف في الأصل باسم ميتسوبيشي فورتي ومنذ عام 1991 كانت تعرف باسم سترادا.

## المقدمة
ميتسوبيشي تريتون (بالإنجليزية: Mitsubishi Triton) هي سيارة نصف نقل أطلقتها شركة ميتسوبيشي منذ عام 1978 وفي عام 2005 أطلقت الجيل الرابع والجديد كلياً منها بأسم إل200، حيث يتمتع هذا الطراز الذي يندرج تحت فئة سيارات بيك أب متعددة الإستعمالات، بشكل أنيق من الداخل والخارج، وقدرات عالية على حمل الأوزان الثقيلة.
يتميز تصميم إل 200 2013 الخارجي بأضواء كبيرة مضلعة، وشبك أمامي طولي مزين مثقب باللون الأسود، بالإضافة إلى صادم أمامي يحتوي على شبك تهوية متقب أيضا وأضواء ضباب دائرية صغيرة على طرفيه.
وتتميز ميتسوبيشي إل200 في الخلف بنافذة وسطية يمكن فتحها، وبأضواء شبه بيضاوية تمتد على الجوانب وباب صندوق التحميل الذي يتوسطه شعار ميتسوبيشي، والصادم الصغير ذي اللون الأسود.
كما يتوفر إل200 بنسختين الأولى بكابينة واحدة والأخرى بكابينتين.
تتمتع المقصورة الداخلية لـ إل200 2013 بعدادات كبيرة محاطة بإطار من الكروم، وبمقود متعدد الوظائف يمكنك من التحكم بالنظام الصوتي ومثبت السرعة، بالإضافة إلى مقاعد مريحة حاضنة.
كما ويشتمل ميتسوبيشي إل200 الجديد على كونسول وسطي يحتوي شاشة عرض صغيرة لعرض الأنظمة المعلوماتية والترفيهية، وعلى أزرار التحكم بنظام التكييف، والراديو ومشغل الأقراص المدمجة وتتوافر ميتسوبيشي إل200 بخيارين من المحركات؛ الأول 2.5 لتر تتواجد تفاصيله في الأسفل، والمحرك الثاني 2.4 لتر يولد قوة 145 حصان لتتسارع من 0 إلى 100 كم/س في 11 ثانية وتبلغ سرعتها القصوى 180 كم/س.
في الولايات المتحدة، باعت شركة كرايسلر الواردات الأسيرة مثل دودج رام 50 وبلايموث أرو، وقامت ميتسوبيشي بتسويقها على أنها ميتسوبيشي مايتي ماكس حتى عام 2002.
بالنسبة لمعظم أسواق التصدير، يتم استخدام الاسم إل 200 على الرغم من أنه كان يُعرف أيضاً باسم روديو كولت، إل 200 ستورم ستراكر (شارة مستخدمة في البرتغال منذ 1999، ستراكر هي بورتمانتو سترادا وداكار)، وغيرها.
تجاوزت المبيعات التراكمية للأجيال الثلاثة الأولى 2.8 مليون وحدة حول العالم.
اعتباراً من فبراير 2021، يتم بيع الشاحنة الصغيرة في جميع أسواق ميتسوبيشي المتاحة باستثناء الولايات المتحدة وكندا واليابان والهند والصين. في اليابان، تم بيعها سابقاً في سلسلة بيع بالتجزئة محددة تسمى كار بلازا.
في عام 2015، أطلقت شركة فيات بروفيشنال نسخة معدلة باسم فيات فل باك.
في عام 2016، أطلقت شاحنات رام نسخة معدلة باسم رام 1200 لسوق الشرق الأوسط.
ميتسوبيشي رايدر ومقرها دودج داكوتا ليس لها علاقة بميتسوبيشي تريتون.

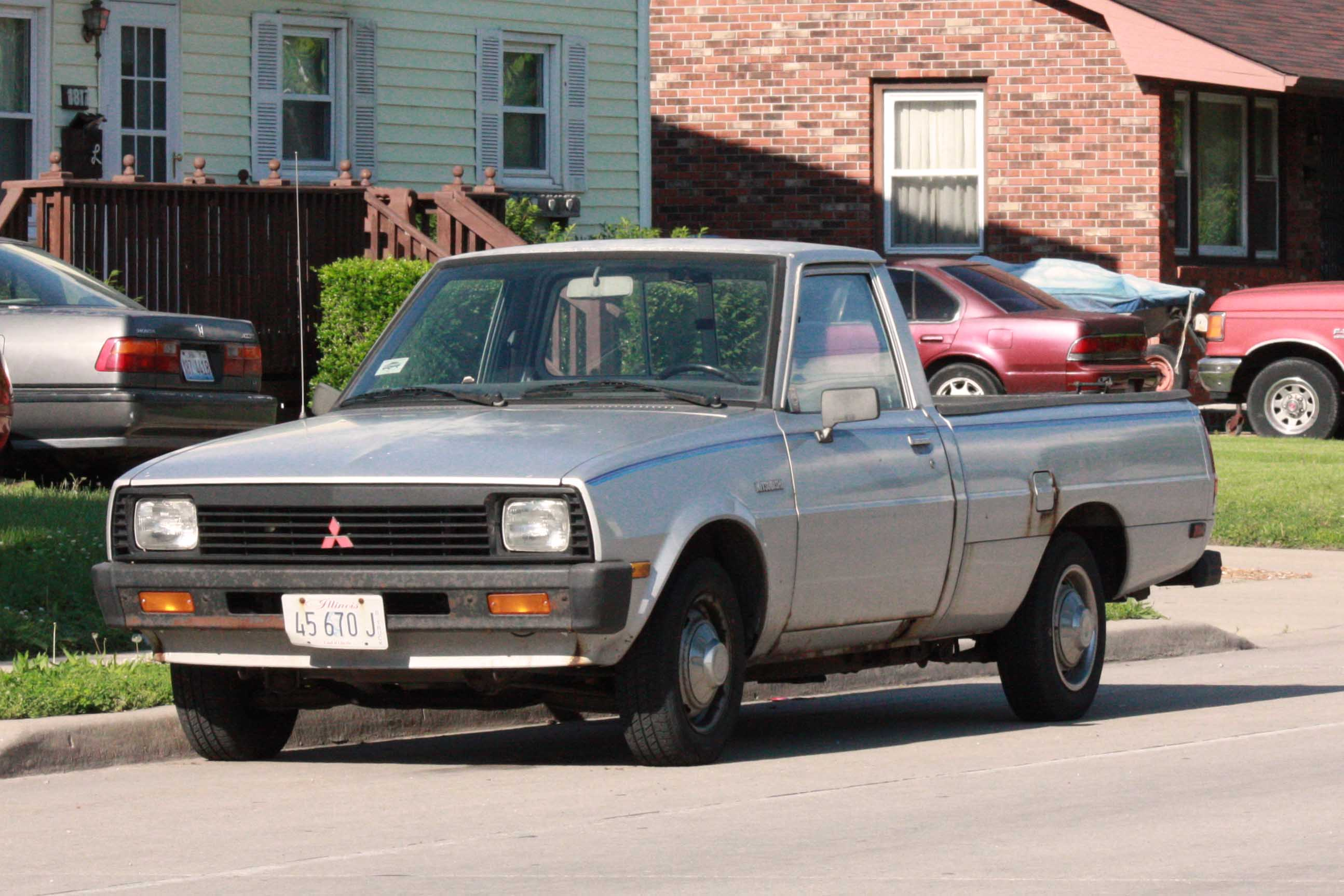

| الجيل الأول (L020) | الجيل الأول (L020) |
| ملخص               | ملخص |
| ------------------ | --- |
| أيضا يسمى          | ميتسوبيشي فورتيميتسوبيشي إل200 ميتسوبيشي إل200 إكسبرس ميتسوبيشي إل200 بور إكس ميتسوبيشي مايتي ماكس (1982-1986)كرايسلر D-50 (أستراليا)كرايسلر إل200 إكسبرس (أستراليا) دودج D-50 (1979-1980)دودج رام 50 (1981-1986)شاحنة بليموث أرو (1979-1982) |
| إنتاج              | 1978-1986 |
| سنوات النموذج      | 1979-1986 |
| المجسم             | اليابان: أوكازاكي، أيتشي ( مصنع ناغويا ) |
| الجسم والشاسيه     | |
| نمط الجسم          | بيك أب 2 باب |
| مجموعة نقل الحركة  | |
| محرك               | 1.6 لتر 4G32 / G32B I4 (بنزين)2.0 لتر 4G52 I4 (بنزين)2.0 لتر G63B I4 (بنزين)2.6 لتر 4G54 I4 (بنزين)2.3 لتر 4D55 I4- تيربو (ديزل)2.5 لتر 4D56 I4 (ديزل)                                                                                        |
| توصيل              | 4 سرعات يدوي5 سرعات KM132 / KM145 يدوي |
| أبعاد              | |
| قاعدة العجلات      | 2780 مم (109.4 بوصة) (SWB 2WD)2790 مم (110 بوصات) (SWB 4WD)3،035 مم (119.5 بوصة) (LWB) |
| طول                | 4690 مم (184.6 بوصة) |
| عرض                | 1،650 مم (65.0 بوصة) |
| ارتفاع             | 1560–1645 ملم (61-65 بوصة) |

## الجيل الأول

### (إل 020؛ 1978)
تم بيع طراز الجيل الأول من شاحنة البيك أب المدمجة من ميتسوبيشي لأول مرة في اليابان باسم ميتسوبيشي فورتي في سبتمبر 1978 واستمر حتى أواخر عام 1986، عندما تم إلغاء الخط في السوق المحلية اليابانية لمدة خمس سنوات.  في اليابان، تم بيع سيارة فورتي في الأصل بمحرك 92 حصان  (68 كيلوواط) سعة 1.6 لتر 4G32 إل021).[بحاجة لمصدر]
تم تحديث هذا لاحقاً إلى محرك G32B بسعة 1.6 لتر (63 كيلو واط) بسعة 1.6 لتر مع دفع بعجلتين (O25إل) أو بمحرك رباعي مقترن بمحرك سيريوس G63B سعة 2.0 ليتر مع 110 حصان (81 كيلو واط) (026إل).
تم عرض الإصدار ذو المحرك الأكبر في الطراز الفاخر الأساسي، كما كان متوفراً أيضاً في القطع المخصصة الترفيهية. يحتوي المخصص أيضاً على سرير أكثر سلاسة وأقل نفعية، بدون أحكام لتركيب سطح قماش وبنقاط صلبة أقل لربط الأحمال.
في الإصدارات التصديرية، كان إصدار البنزين سعة 2.0 لتر 93 حصاناً (69 كيلو واط)، بينما قدمت الوحدة الأكبر سعة 2.6 لتراً 105 حصان (78 كيلو واط). شائع أيضاً في العديد من الأسواق، كان محرك ديزل سعة 2.3 لتراً بسعة 67 حصاناً (49 كيلو واط). محرك زحل 73 حصاناً (54 كيلوواط) 1.6 ليتر يكمل التشكيلة في العديد من البلدان. يتوفر أيضاً إصدار كابينة وشاسيه عارية في بعض الأسواق.
تضمنت الميزات الميكانيكية إعادة تدوير التوجيه الكروي ومكابح القرص الأمامي، والدفع بالعجلات الخلفية، والتعليق الأمامي مع نوابض لولبية. تمت إضافة نظام الدفع الرباعي في عام 1981، والذي يتميز بعامود التواء معلق في المقدمة.
التعليق الخلفي لكلا النوابض الورقية المشتملة على ممتص صدمات متحيز. يشتمل نظام الدفع الرباعي على رافعة إضافية موجودة بجانب ناقل الحركة الرئيسي رباعي السرعات. قدمت هذا ثلاث وظائف؛ دفع مزدوج  في المدى العالي، دفع رباعي في المدى العالي، ودفع رباعي في المدى المنخفض.
في المدى المنخفض، تتحرك السيارة بنصف سرعة الطريق لأي دورة في الدقيقة لمحرك معين. يتم تحريك علبة النقل بالسلسلة إلى العجلات الأمامية، مما يجعلها أخف وزناً وأكثر هدوءاً وأسهل في النقل من نوع التروس الأكثر شيوعاً. على هذا النحو، يمكن للسائق أن ينتقل بين الدفع الثنائي والدفع الرباعي في المدى العالي دون استخدام القابض، مع تنشيط النطاق المنخفض الذي يتطلب إيقاف السيارة. سيضيء مصباح تحذير عند تعشيق الدفع الرباعي.

### بدائل كرايسلر
دودج رام 50 (تسمى دودج د-50 لعامي 1979 و1980) كانت نسخة مصممة بشارة بيعتها شركة كرايسلر منذ عام 1979. استمرت التسمية حتى عام 1994، عبر جيلين. تلقت بلايموث أيضاً نسخة من السيارة المعروفة باسم شاخنة بلايموث السهم، والتي بيعت من 1979 إلى 1982.
وكان هذا رد كرايسلر المتأخر على فورد كوريير من مازدا وشفروليه من إيسوزو (وكلاهما تم تقديمهما في عام 1972) بينما  كانت تويوتا هايلوكس وشاحنة داتسون متوفرة بالفعل وتم استيرادها مباشرة من اليابان. استوردتها شركة ميتسوبيشي نفسها باسم ميتسوبيشي مايتي ماكس عندما بدأت البيع مباشرة في الولايات المتحدة من عام 1982، وعند هذه النقطة لم تعد بلايموث متاحة. كانت نسخة دودج مزودة بمصابيح أمامية رباعية مستطيلة بداية من عملية تجميل عام 1983، في حين كان لدى ميتسوبيشي ودودج في وقت سابق وحدات مفردة في أمريكا الشمالية.
في بقية أنحاء العالم، يمكن للمستوردين الاختيار بين وحدات مستطيلة مفردة أو مزدوجة، بالإضافة إلى مصابيح أمامية مزدوجة مستديرة. كانت الوحدات الدائرية المزدوجة هي الإعداد الأصلي للسوق المحلي الياباني.
تمت إضافة الدفع الرباعي لعام 1982. أدى هذا إلى إنشاء بور رام 50 في الولايات المتحدة، كما هو الحال في تسمية دودج، تم استخدام اسم بور رام في طرازات الدفع الرباعي.
كان محرك الديزل التوربيني متاحاً في الموديلات الأمريكية بين عامي 1983 و1985. وقد تم تجهيز محرك التوربوديزل لعام 1983 بمحرك توربو TC05 غير مسدود وأنتج 80 حصاناً (60 كيلوواط) وعزم دوران 125 رطل قدم (169 نيوتن متر). تم تجهيز المحركات التوربينية 1984-1985 بمحرك توربو من نوع TD04 والذي أدى إلى 86 حصان (64 كيلو واط) وعزم دوران 134 رطل قدم (182 نيوتن متر).
أطلقت كرايسلر أستراليا الجيل الأول في أبريل 1979 باسم سلسلة (م.أ) كرايسلر D-50. في البداية، تم بيع نسختين من سيارات البيك أب، التجارية بمحرك ساتورن (4G32) سعة 1.6 لتر والمواصفات الأعلى الترفيهية بمحرك أسترون سعة 2.0 لتر (4G52).
تلقت كل من كوميريكال وريكريشينالز يدوياً رباعي السرعات مبدل على الأرض، مع نسبة محور أطول للترفيه. تم تحديد الإعلانات التجارية مع نظام التعليق للخدمة الشاقة المصنف لحمل 1000 كجم (2200 رطل)؛ النسخة الترفيهية تحمل حمولة 500 كيلوغرام (1100 رطل).
ويعود سبب انخفاض الحمولة إلى النصف إلى تعليق الينابيع الأكثر نعومة من نوع السيدان وممتصات الصدمات الأكثر مرونة. يتميز الطراز الترفيهي أيضاً بإطارات ذات طبقات نصف قطرية، وإشعال إلكتروني، ومقاعد دلو، وسجاد كومة، وراديو، ووحدة تحكم أرضية، وعجلة قيادة رياضية، وعمود توجيه قابل للتعديل بشكل قياسي. تتوفر أيضاً حزمة شريطية رياضية اختيارية. تضمنت الخيارات مظلة من الألياف الزجاجية محكمة ضد العوامل الجوية مع مرتبة من المطاط الإسفنجي. تم تصنيع هذا بواسطة صناعات التحدي ودمج النوافذ الجانبية المنزلقة. في وقت لاحق في عام 1979، تم إصدار متغير لهيكل الكابينة التجاري.
في مارس 1980، تمت إعادة تسمية D-50 باسم كرايسلر إل 200 إكسبرس لتشكيل ارتباط مع شاحنات إل300 إكسبرس التي تم إصدارها حديثاً.
في أكتوبر 1980، أفسح وضع العلامات على كرايسلر الطريق أمام شارات ميتسوبيشي بعد إنشاء شركة ميتسوبيشي موتورز أستراليا من عمليات كرايسلر الأسترالية القديمة.
في يونيو 1981، أصدرت ميتسوبيشي نسختي دفع رباعي من شاصيه البيك أب والكابينة، وكلاهما بمحرك سعة 2.0 لتر. كانت محاور العجلات المجانية لتقليل الضوضاء واستخدام الوقود في وضع الدفع الثنائي اختيارية.

في أواخر عام 1981، أصبح المحرك سعة 2.0 ليتر المزود بخمس سرعات يدوياً اختيارياً لموديلات التعليق الدفع المزدوج ذات طن واحد.

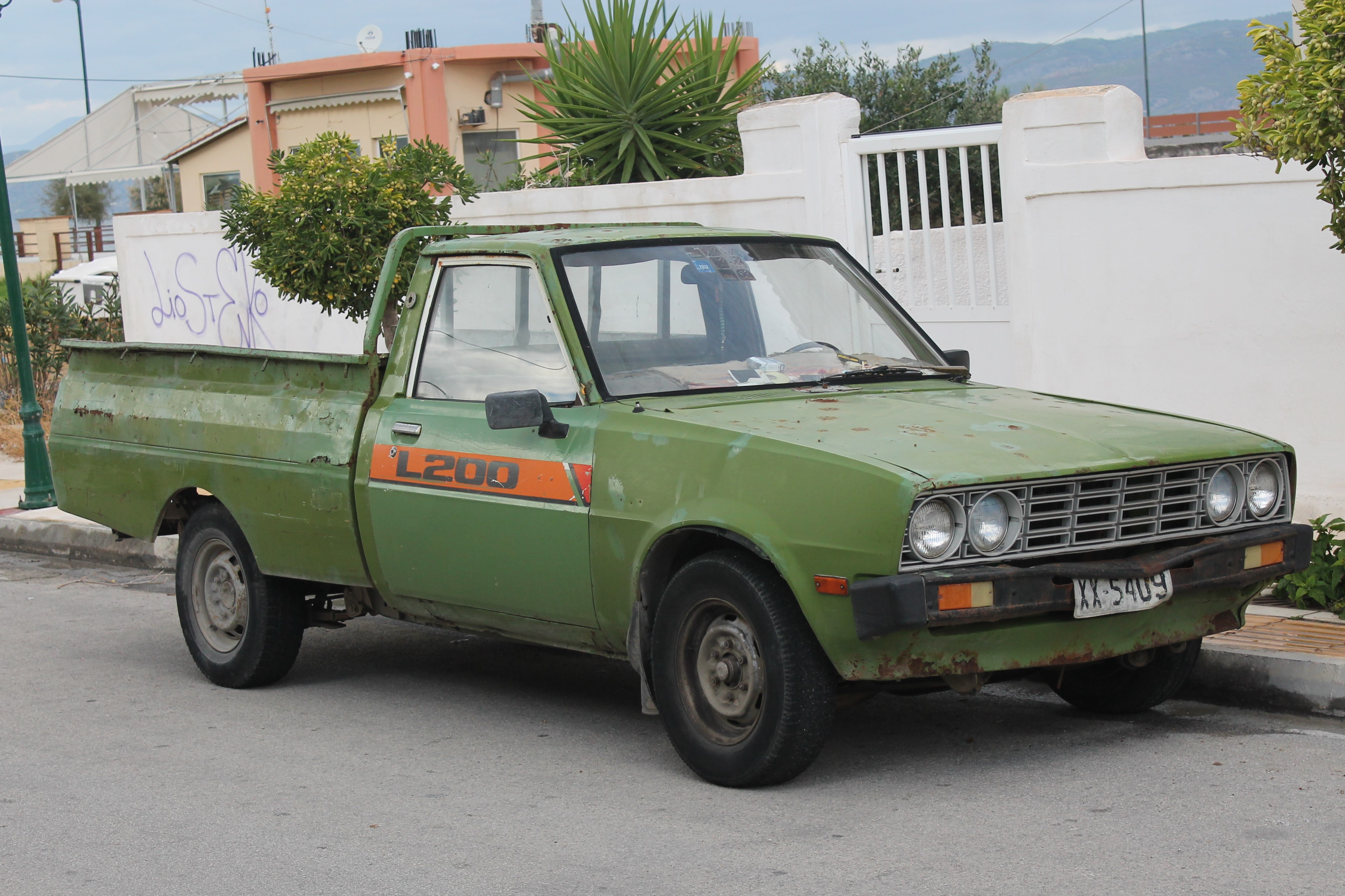
ميتسوبيشي إل 200 1978
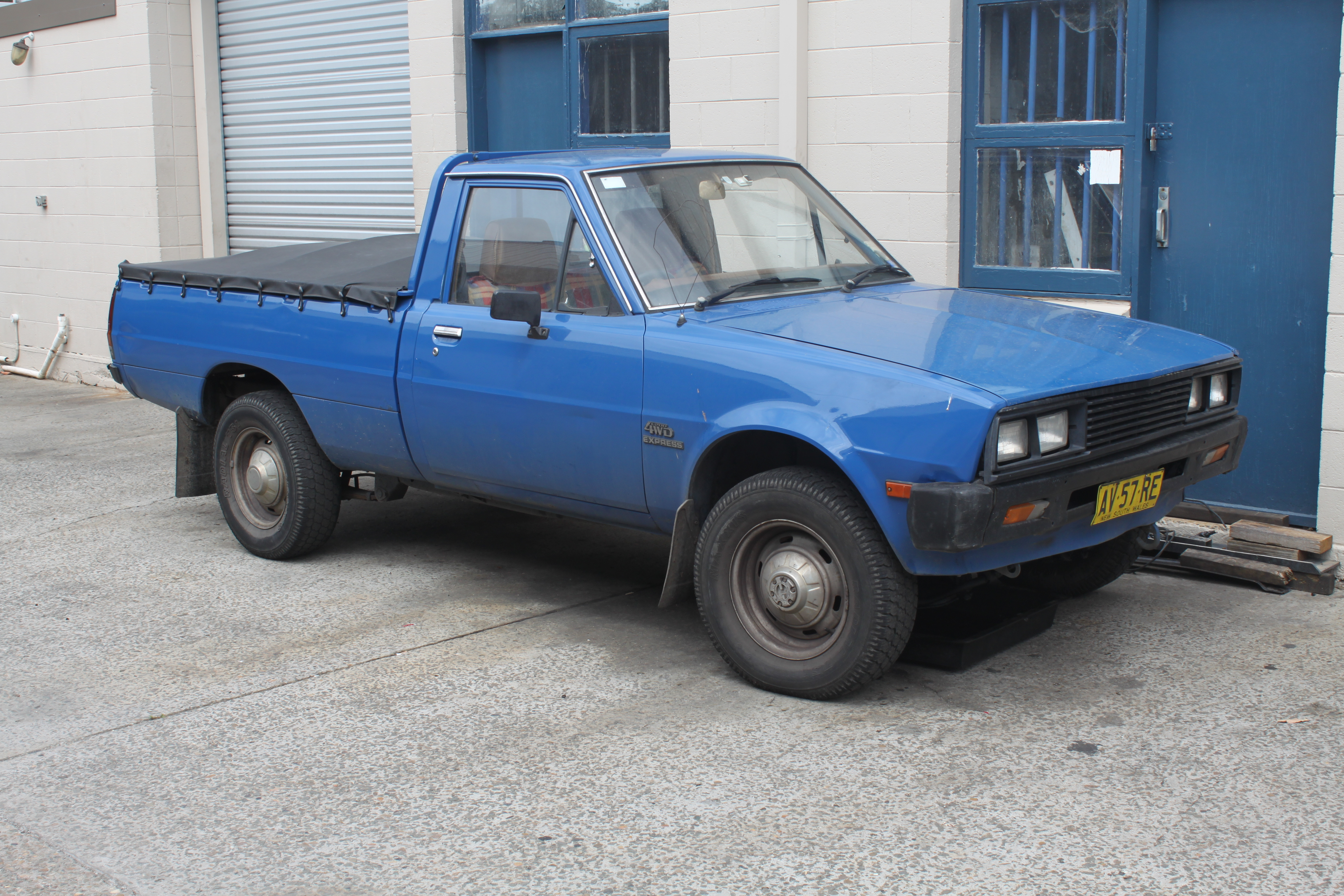
1984 ميتسوبيشي إل200 إكسبرس ديزل دفع رباعي (أستراليا)
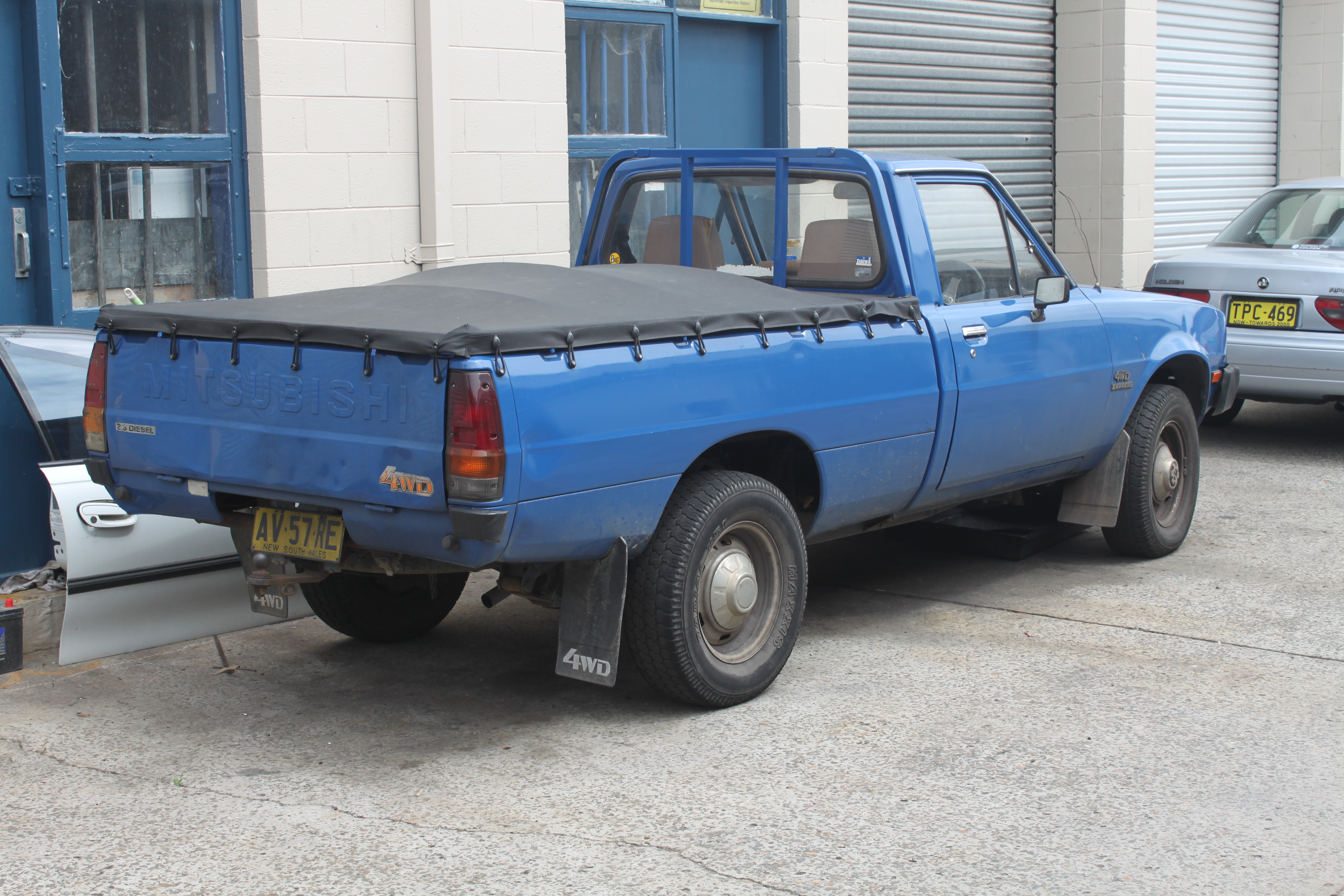
1984 ميتسوبيشي إل200 إكسبرس ديزل دفع رباعي (أستراليا)
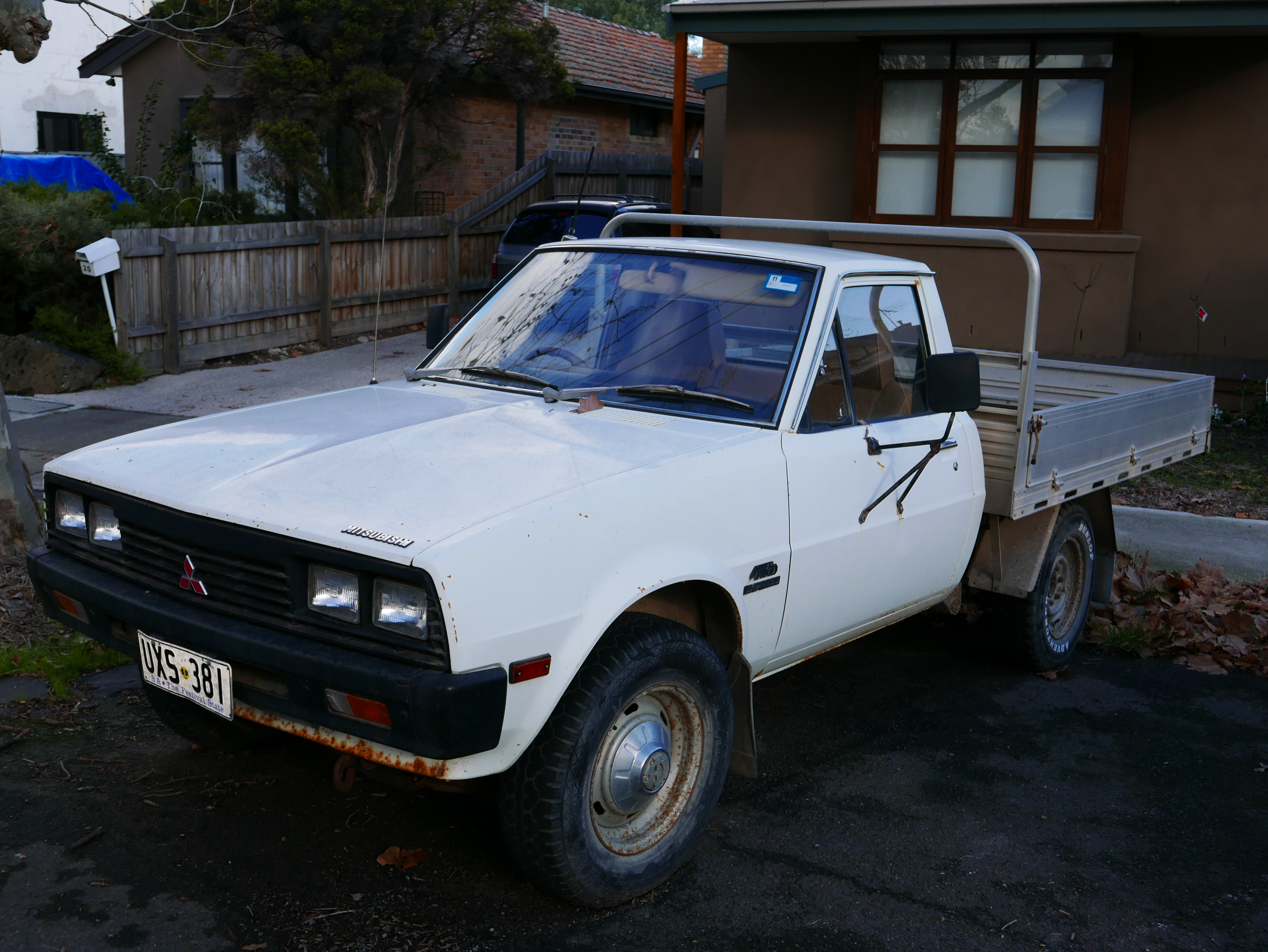
1984-1986 هيكل كابينة ال200 اكسبرس (م.د)دفع رباعي ببابين (أستراليا)

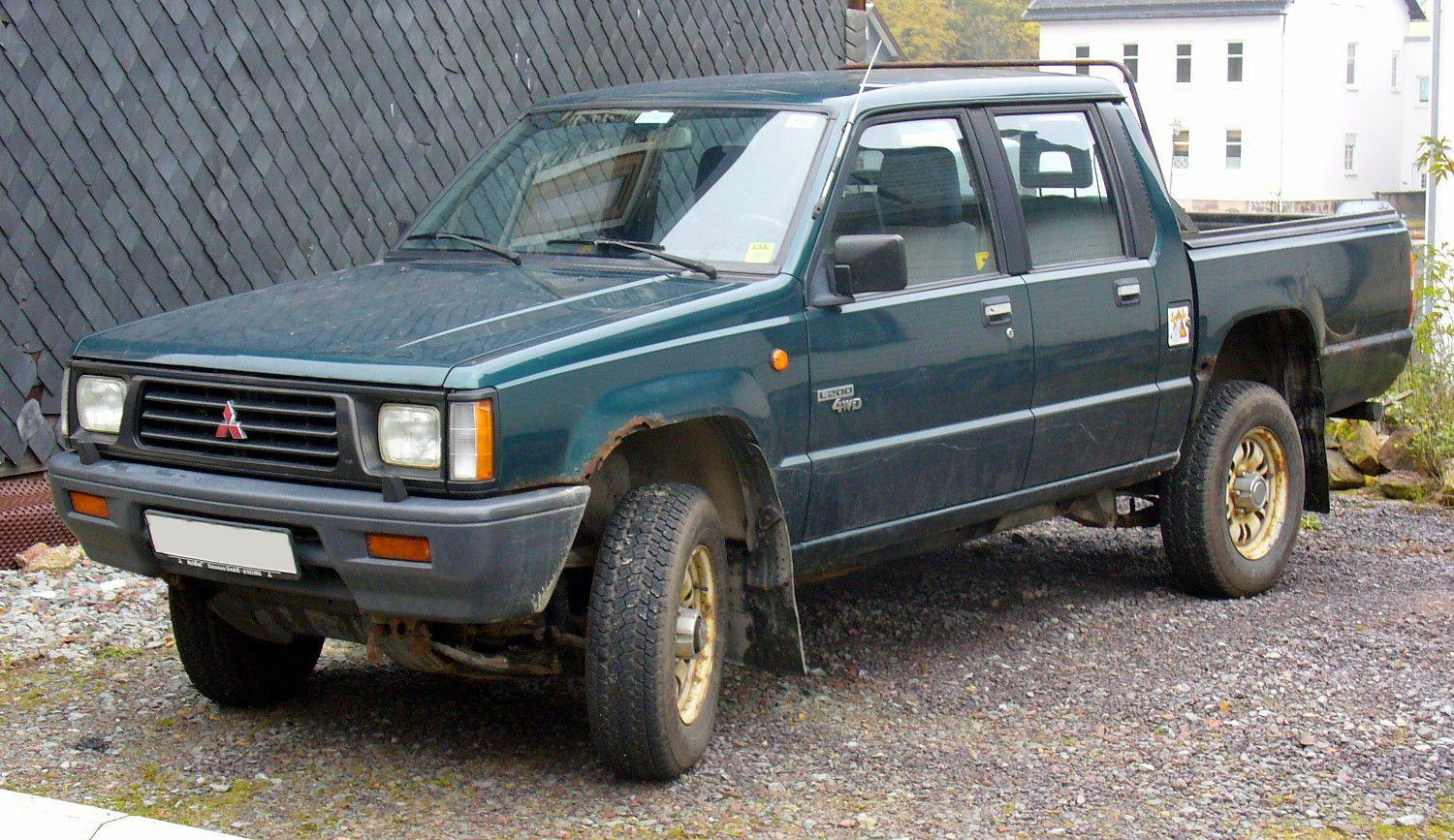

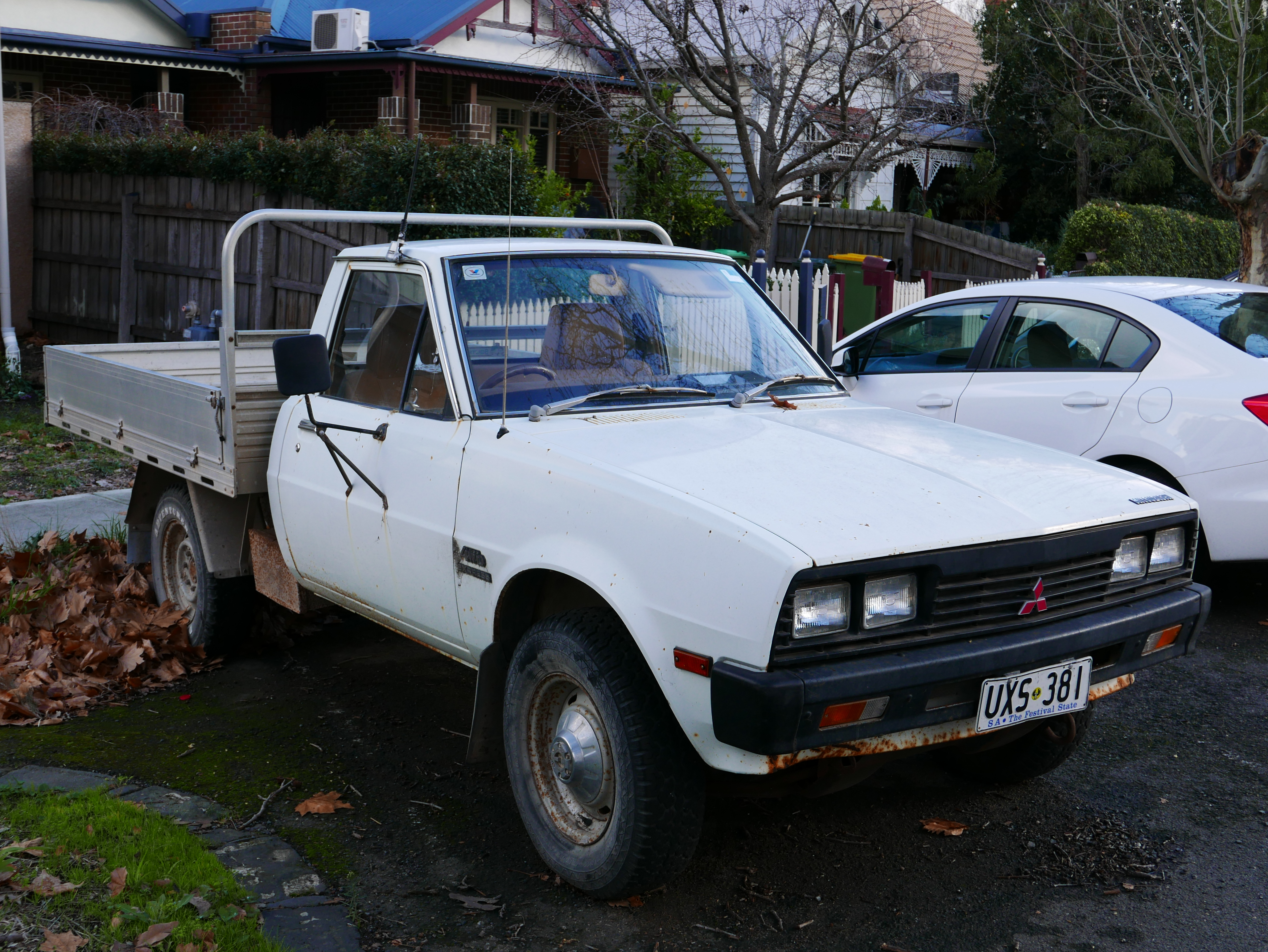
1984-1986 هيكل كابينة ال200 اكسبرس (م.د)دفع رباعي ببابين (أستراليا)
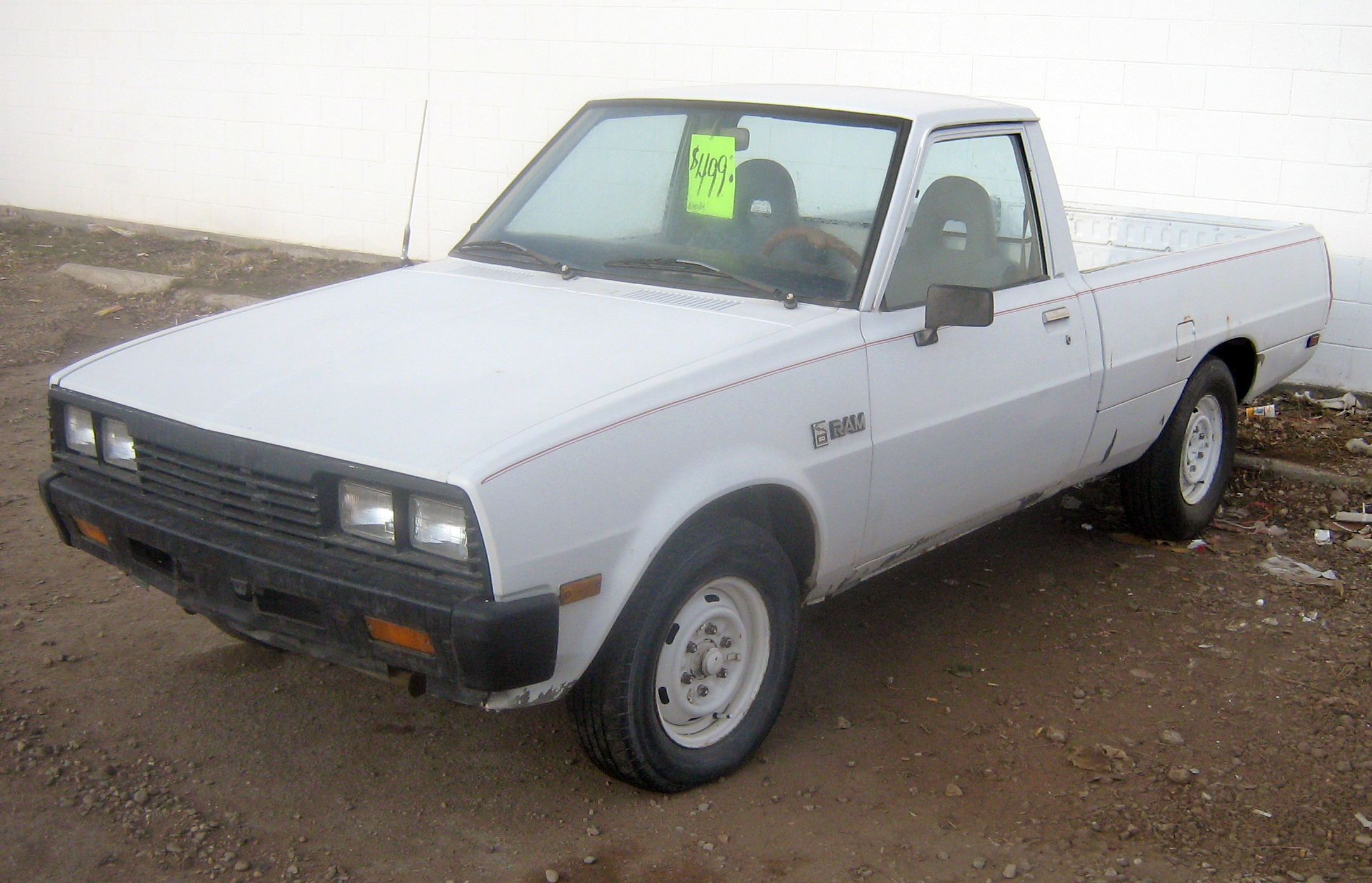
1983 دودج رام 50

| الجيل الثاني (ك00 / ك10 / ك20 / ك30) | الجيل الثاني (ك00 / ك10 / ك20 / ك30) |
| ملخص                                 | ملخص |
| ------------------------------------ | --- |
| أيضا يسمى                            | دودج رام 50 (1987-1994)ميتسوبيشي تريتون (أستراليا)ميتسوبيشي سيكلون (تايلاند)ميتسوبيشي كولت (جنوب إفريقيا)ميتسوبيشي إل 200ميتسوبيشي مايتي ماكسميتسوبيشي سترادا                                                                                           |
| إنتاج                                | 1986-1996 |
| المجسم                               | - اليابان: أوكازاكي، أيشي ( مصنع ناغويا ) - الفلبين: ساينتا - البرازيل: كاتالاو - البرتغال: بوفوس، فيلا فرانكا دي زيرا - تايلاند: ليم شابانغ (MMTh) |
| الجسم والشاسيه                       | |
| نمط الجسم                            | بيك أب 2 باب4 أبواب بيك أب |
| مجموعة نقل الحركة                    | |
| محرك                                 | - البنزين : - 2.0 لتر G63B I4 - 2.4 لتر 4G64 I4 - 2.6 لتر 4G54 I4 - 3.0 لتر 6G72 V6 (الدفع الرباعي فقط) - ديزل : - 2.5 لتر 4D56 I4 - 2.5 لتر 4D56 تيربو I4                                                                                              |
| توصيل                                | 4 سرعات أوتوماتيكية5 سرعات يدوي |
| أبعاد                                | |
| قاعدة العجلات                        | سرير قصير 2680 مم (105.5 بوصة)سرير طويل / ملحق. الكابينة: 2950 ملم (116.1 بوصة) |
| طول                                  | سرير قصير: 177.2 بوصة (4501 ملم)سرير طويل / ملحق. الكابينة: 193.7 في (4920 مم)تحويلة. الكابينة: 188.2 بوصة (4780 ملم) |
| عرض                                  | 1،655 مم (65.2 بوصة)مايتي ماكس دفع رباعي: 65.9 بوصة (1674 ملم) |
| ارتفاع                               | سرير قصير: 58.5 بوصة (1،486 ملم)سرير طويل / خارجي. الكابينة: 59.3 بوصة (1506 ملم)الكابينة: 59.7 بوصة (1،516 ملم)1987-1990 الكابينة: 59.6 بوصة (1،514 ملم)1991-1993 سرير طويل / خارجي. الكابينة 4WD: 64.4 بوصة (1636 ملم)1989-1990: 58.3 بوصة (1481 ملم) |
| كبح الوزن                            | 1220–1635 كجم (2690–3605 رطلاً) |

## الجيل الثاني

### (ك00 / ك10 / ك20 / ك30؛ 1986)
تم تقديم طراز الجيل الثاني في عام 1986 لمعظم الأسواق. في أستراليا، تم إطلاق هذا النموذج في أكتوبر 1986 باسم تريتون منخفض التكلفة. في اليابان، لم يتم بيع الشاحنات الصغيرة لبضع سنوات، مما جعلها تعود إلى سترادا في اليابان في مارس 1991.
تم إجراء عملية شد الواجهة لعام 1993، مع شبكة جديدة ومصدات بلاستيكية جديدة تضم معظم التغييرات. استمر إنتاجها حتى عام 1996. استمرت المبيعات في السوق المحلية اليابانية حتى منتصف عام 1997. تمتلك الشاحنة عادة محرك ديزل بقوة 68 حصان (51 كيلوواط) 2.5 لتر أو محرك ديزل توربو 84 حصان (62 كيلو واط) مع توربو الديزل هو المحرك الوحيد المتاح في السوق المحلية اليابانية. لم يكن تريتون أداءً مفعماً بالحيوية، حيث كان طراز V6 ذو الدفع الرباعي يبلغ سرعته القصوى 126 كم / ساعة (78.1 ميلاً في الساعة). تم إنتاج الجيل الثاني من شاحنة ميتسوبيشي أيضاً في تايلاند.
بدءاً من شاحنة نفعية إلى حد ما، تمت إضافة إصدارات أكثر راحة تدريجياً في معظم الأسواق. في أستراليا ونيوزيلندا، تمت إضافة محرك V6 صغير سعة 3.0 لتر بقوة 90 كيلوواط (122 حصاناً، 121 حصاناً) في أوائل عام 1993. لم يكن محرك V6 من المواصفات التي يحبها المستهلكون، حيث إنه لم يجر أيضاً أو صنع قدراً من عزم الدوران مثل محرك الديزل رباعي الأسطوانات، واستخدم وقوداً أكثر بكثير من المحرك رباعي الأسطوانات، كما أن الطرازات المجهزة 3.0 لتر V6 6G72 بها عيب في تصميم رافعات المحرك - نتج عن الرافعات الصاخبة محرك كارثي  مع مرور الوقت. كانت مجموعة إل200 الرياضية المطورة محلياً، الأكثر أناقة وغالباً ما تتميز بطلاء بلونين، تحظى بشعبية كبيرة في نيوزيلندا حيث تم تقديم إل200 بخمسة محركات مختلفة.

### أمريكا الشمالية
في الولايات المتحدة، كانت تُعرف باسم ميتسوبيشي مايتي ماكس أو دودج رام 50. تشتمل محركات البنزين على محرك بقوة 92 حصاناً (69 كيلو واط) بسعة 2.0 ليتر أو 2.6 لتر مع 109 حصان (81 كيلو واط). كان الدفع الرباعي (غير LSD) متاحاً أيضاً، وكذلك ناقل حركة أوتوماتيكي رباعي السرعات، وطولان، وخيارات عادية وخيارات ماكروكاب (كابينة ممتدة). كان هناك أيضاً طراز أون تون عالي التصنيف متاح في طرازات الكابينة العادية ذات السرير الأطول.
في السنوات اللاحقة، تم تحويل المحرك القياسي إلى محرك 2.4 لتر داخلي رباعي بقوة 116 حصان (87 كيلو واط). تم تصميم هذا المحرك بشكل قياسي على جميع سيارات ميتسوبيشي مايتي ماكس ذات الدفع بالعجلتين لعام 1991، بينما استلمت جميع محركات الدفع الرباعي محرك V6 سعة 3.0 لتر الذي تم طرحه مؤخراً بقوة 143 حصان (107 كيلو واط).

### دودج رام 50
أعيد تصميم رام 50 لعام 1987، وهو نفس العام الذي قدمت فيه كرايسلر خليفة رام 50، دودج داكوتا. على الرغم من ذلك، استمرت مبيعات رام 50 لمدة سبع سنوات أخرى حتى عام 1994، ربما لأن رام 50 كان صغير الحجم وداكوتا كانت متوسطة الحجم. ترك الاختلاف في الحجم والتكلفة مكاناً مناسباً لـ رام 50، وقد يكون إلغاءه بسبب الرغبة في إظهار الاستقلال عن ميتسوبيشي أكثر من أي تداخل في المنتج.
تم إخراج ميتسوبيشي مايتي ماكس من السوق الأمريكية بعد عام 1996، ولم يتم تسويق خليفتها في أمريكا الشمالية بسبب ضعف المبيعات.

خضع رام 50 لعمليات تجميل وتعديلات مطابقة لتلك الخاصة بـ ميتسوبيشي مايتي ماكس، مع اختيار أطوال سرير 6 أقدام (1.8 م) أو 7.5 قدم (2.3 م) وكابينة رياضية عادية أو ممتدة.[بحاجة لمصدر]

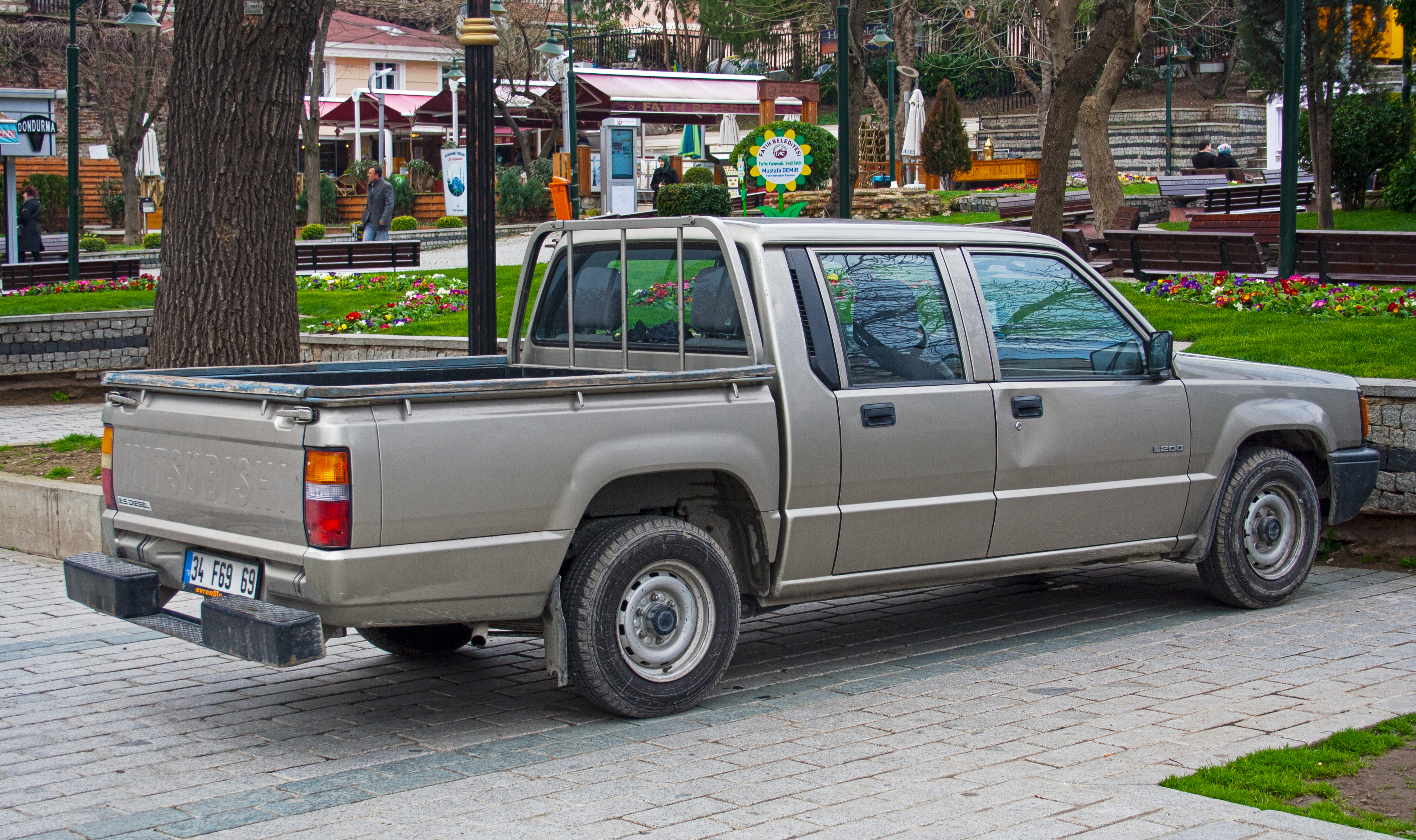
ميتسوبيشي ال200 كابينة مزدوجة (تركيا)
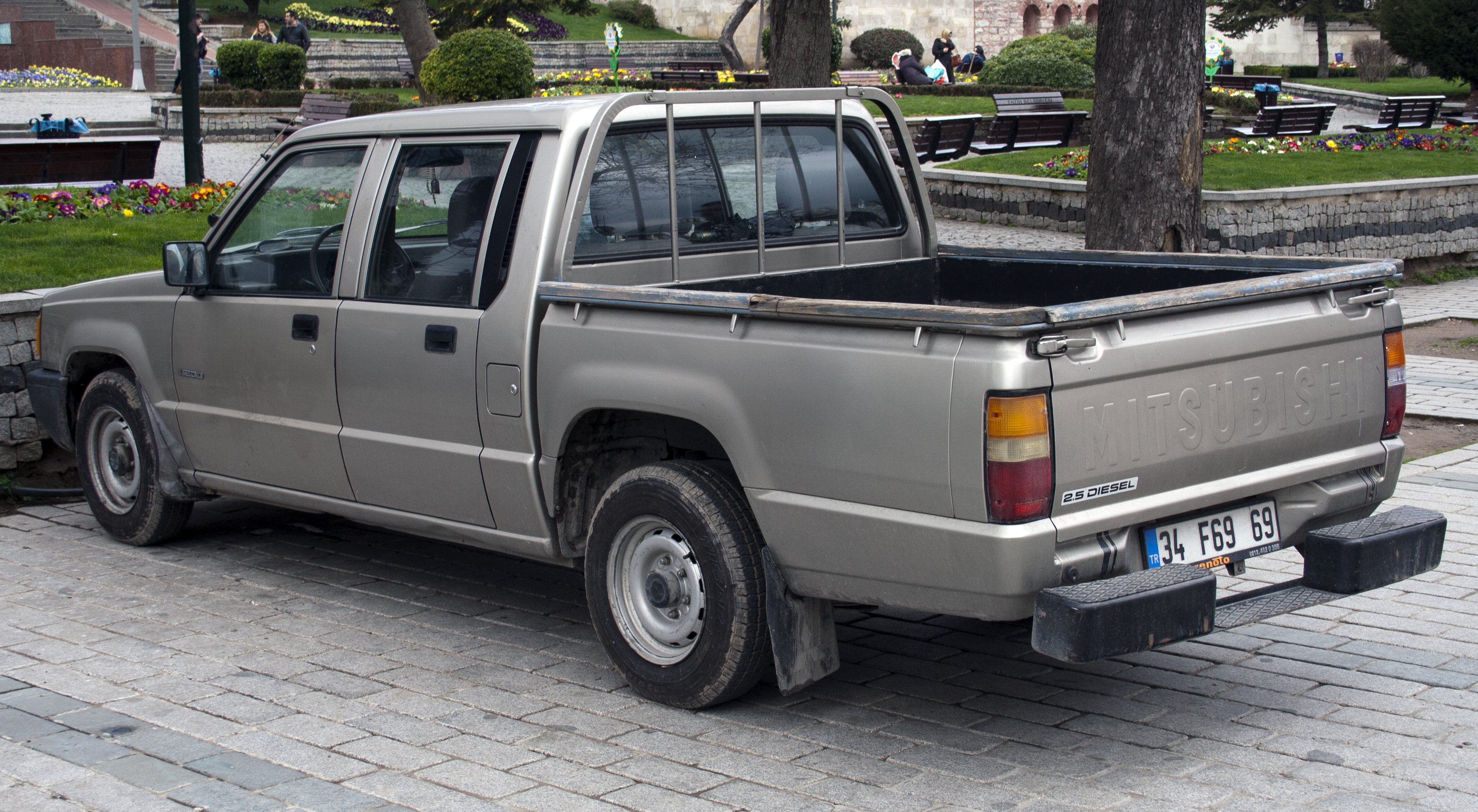
ميتسوبيشي ال200 كابينة مزدوجة (تركيا)
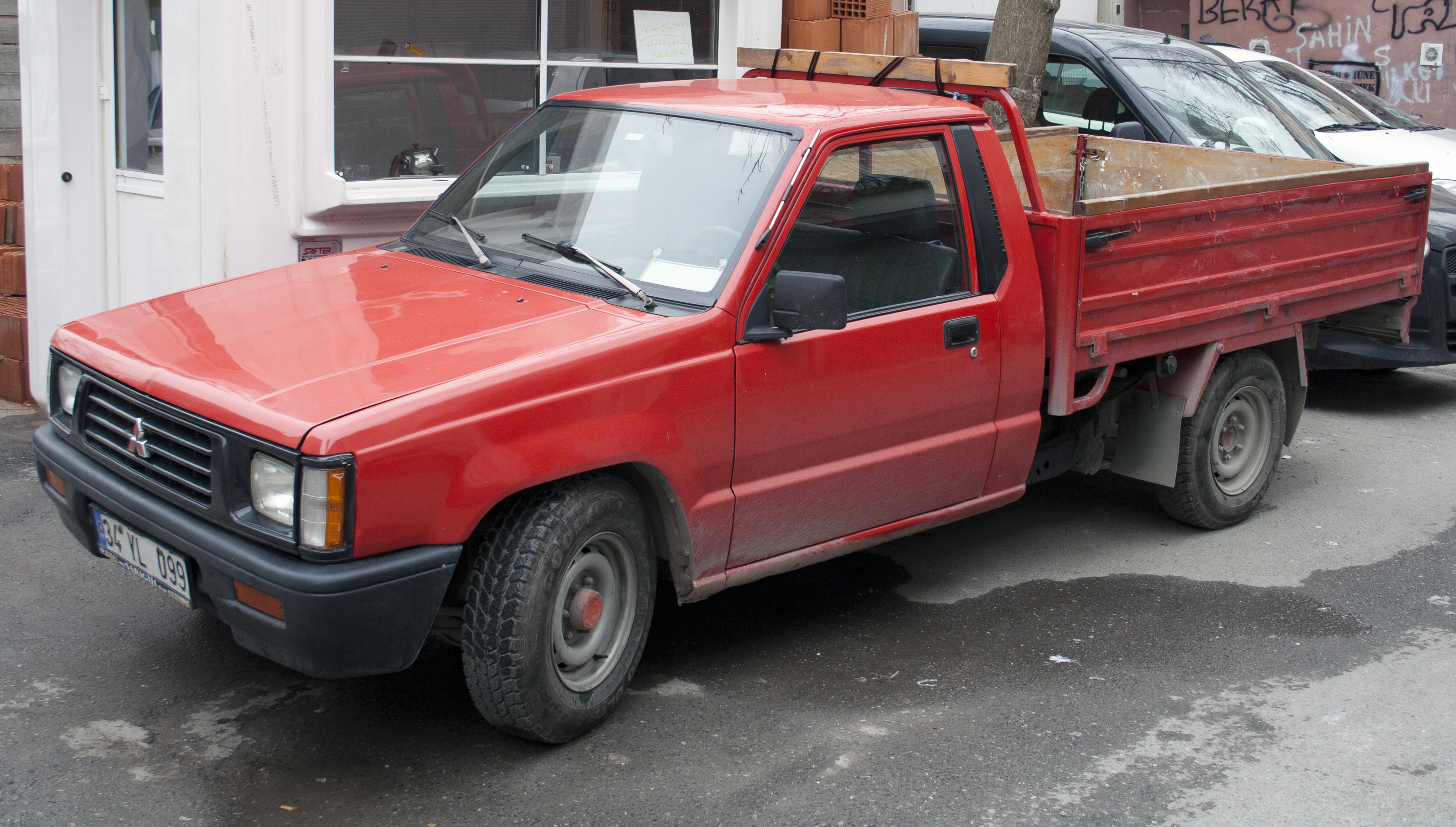
ميتسوبيشي ال200 بسرير منفصل (تركيا)
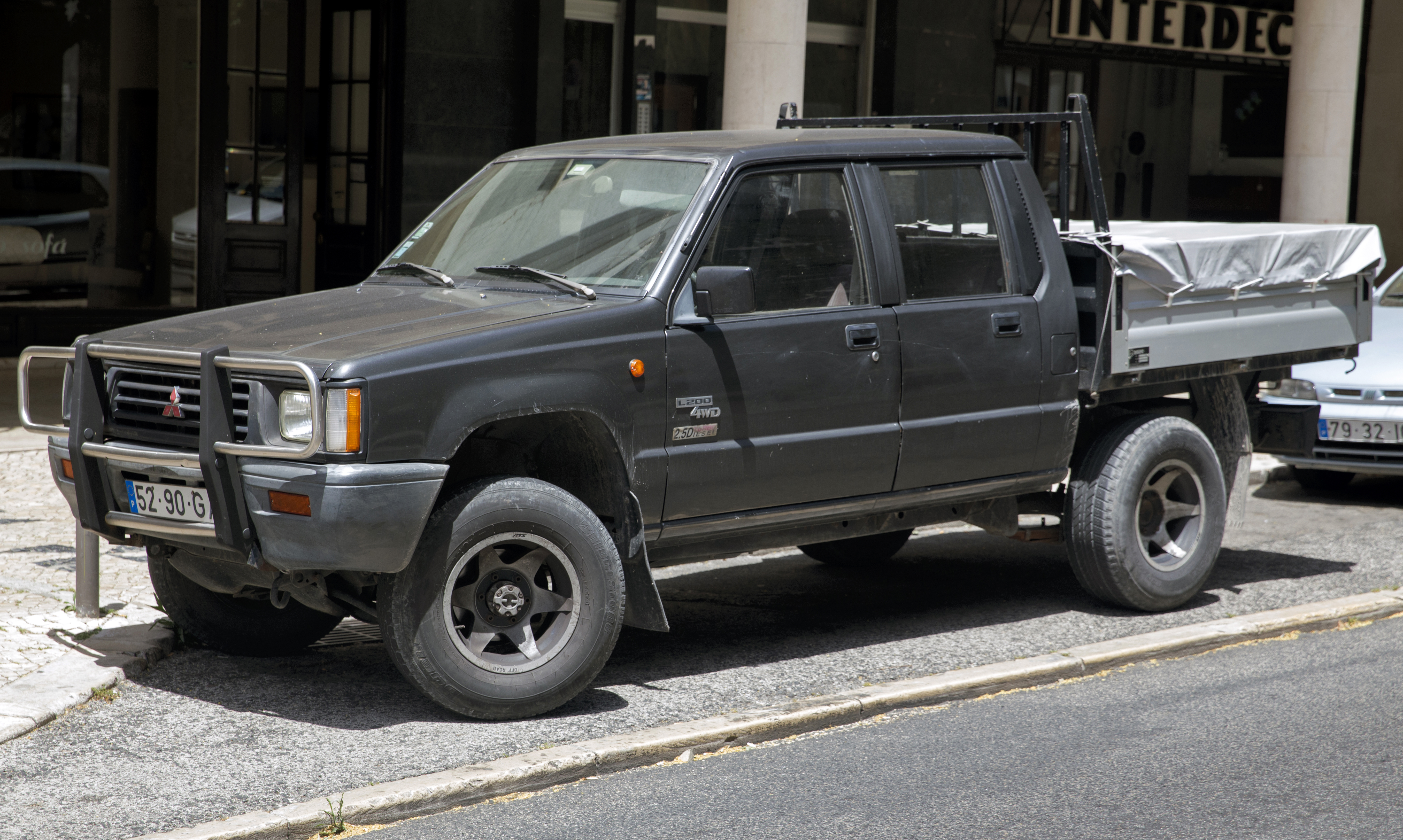
ميتسوبيشي ال200 دفع رباعي
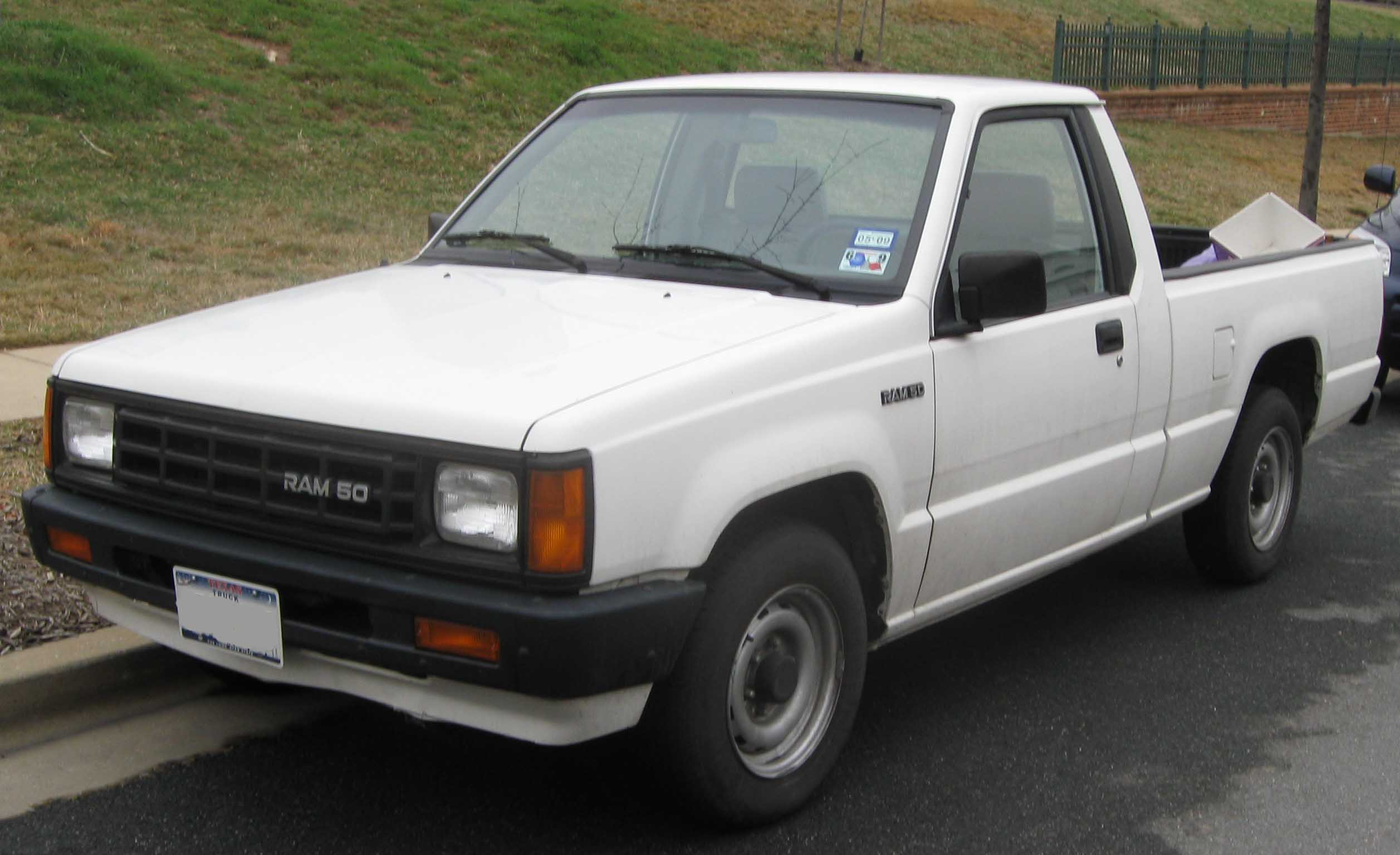
دودج رام 50 (الولايات المتحدة)
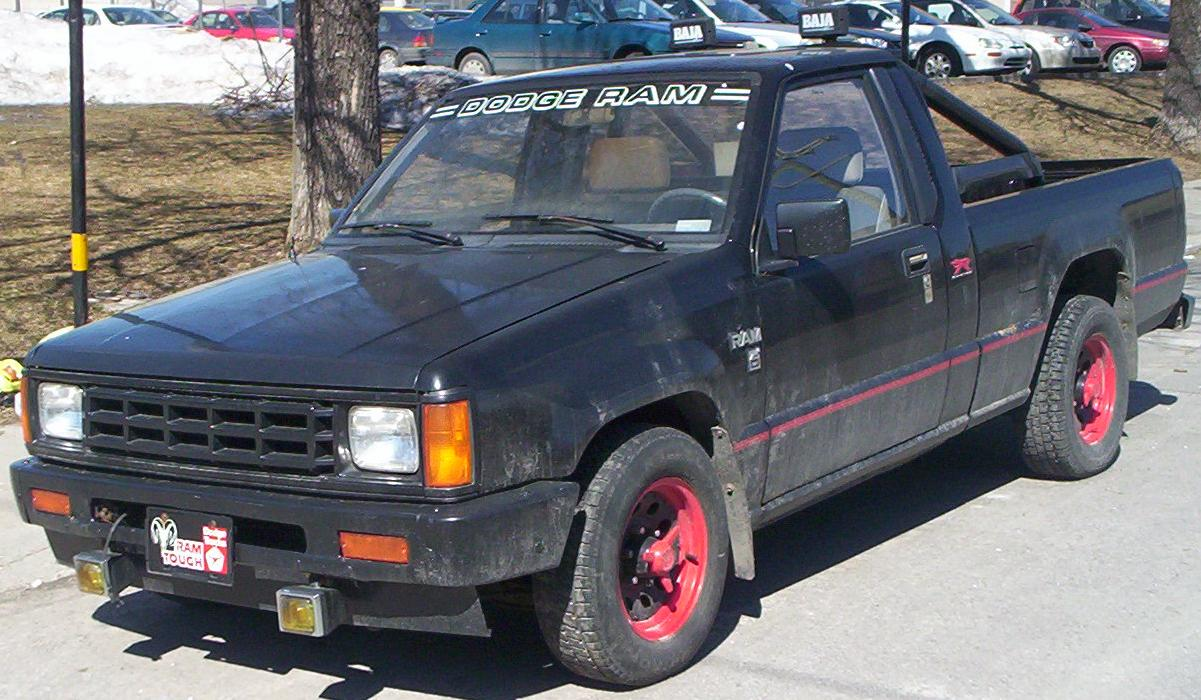
دودج رام 50 (الولايات المتحدة)
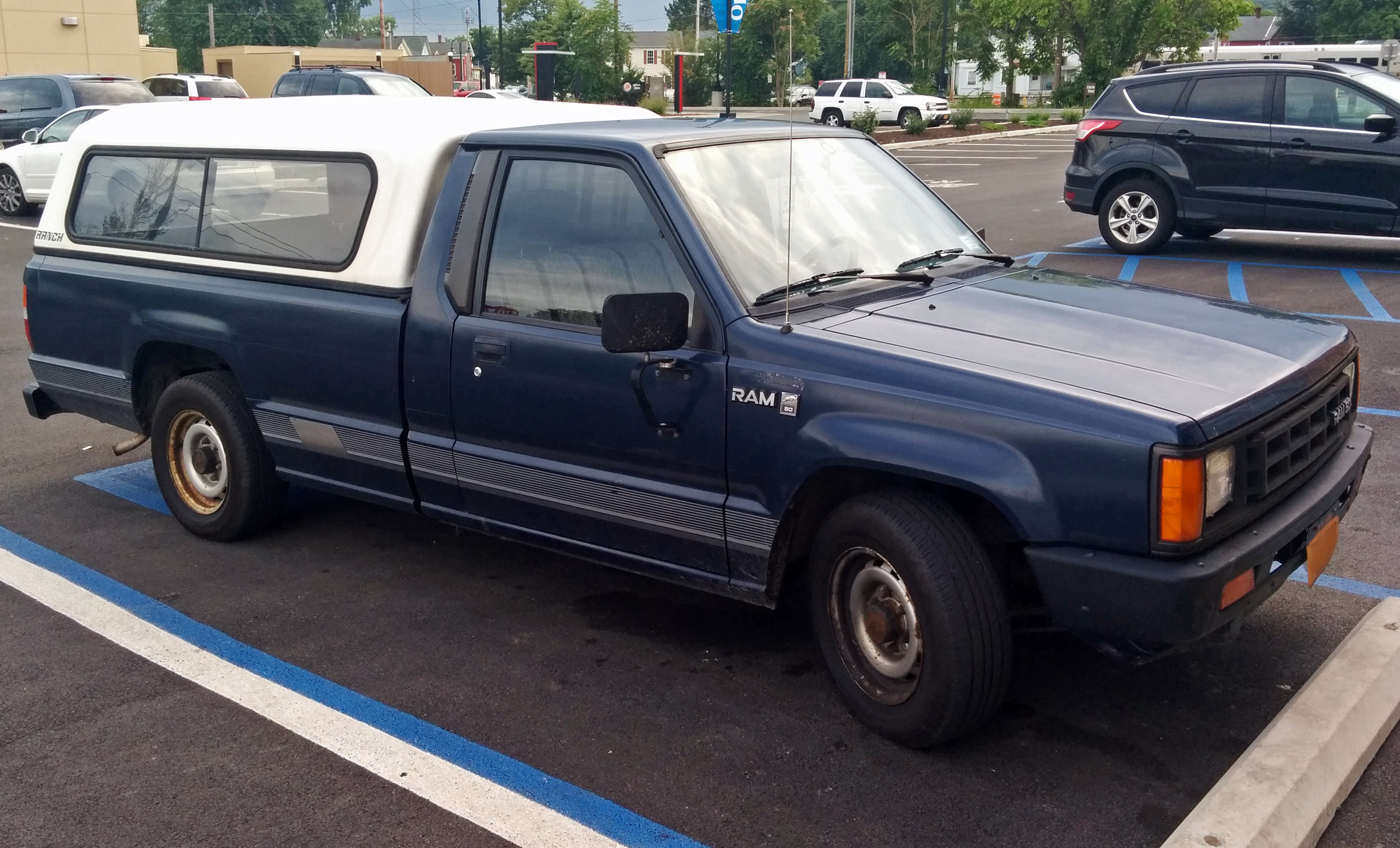
دودج رام 50 شاصية طويل 1987 (الولايات المتحدة)

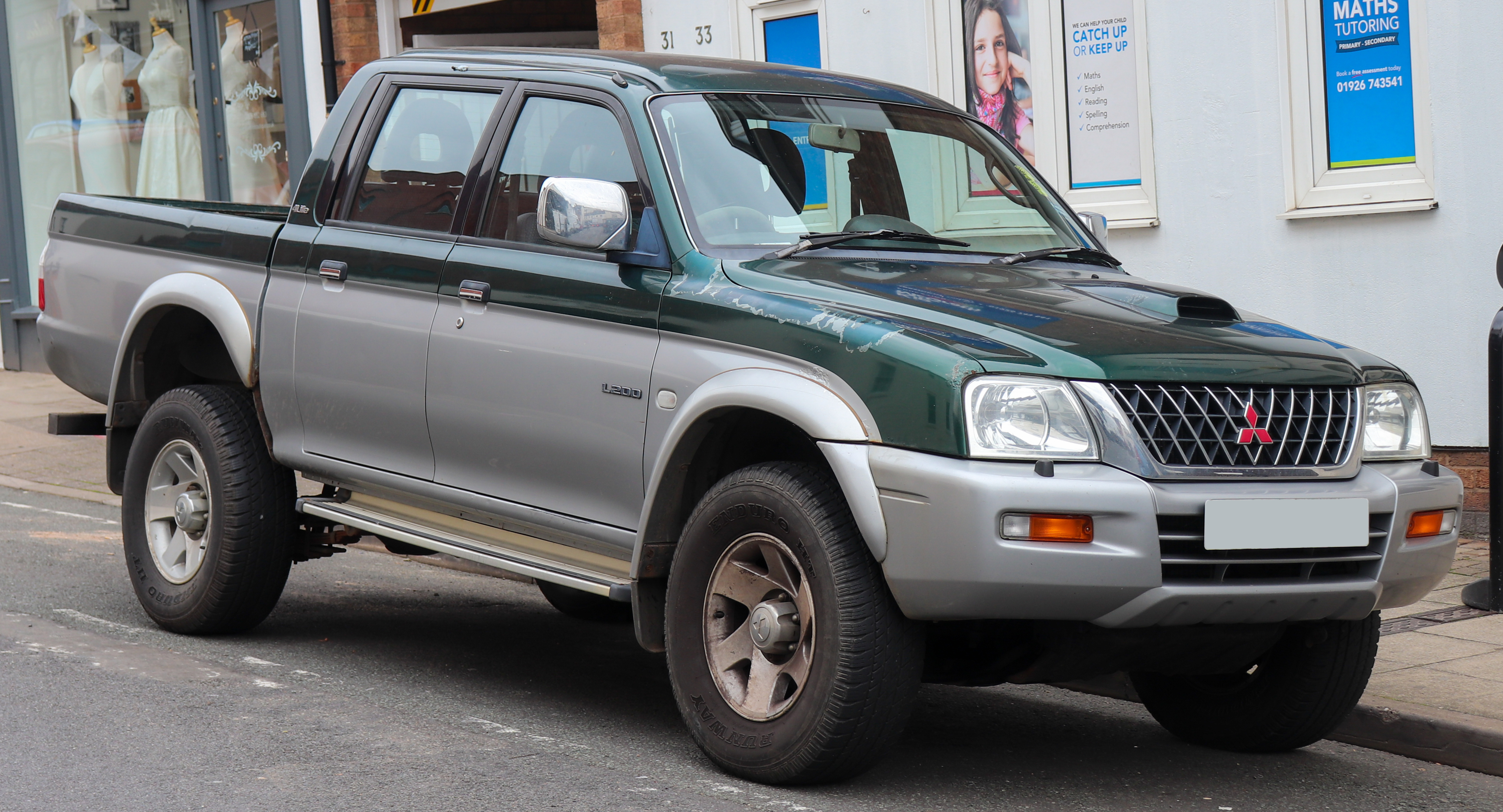

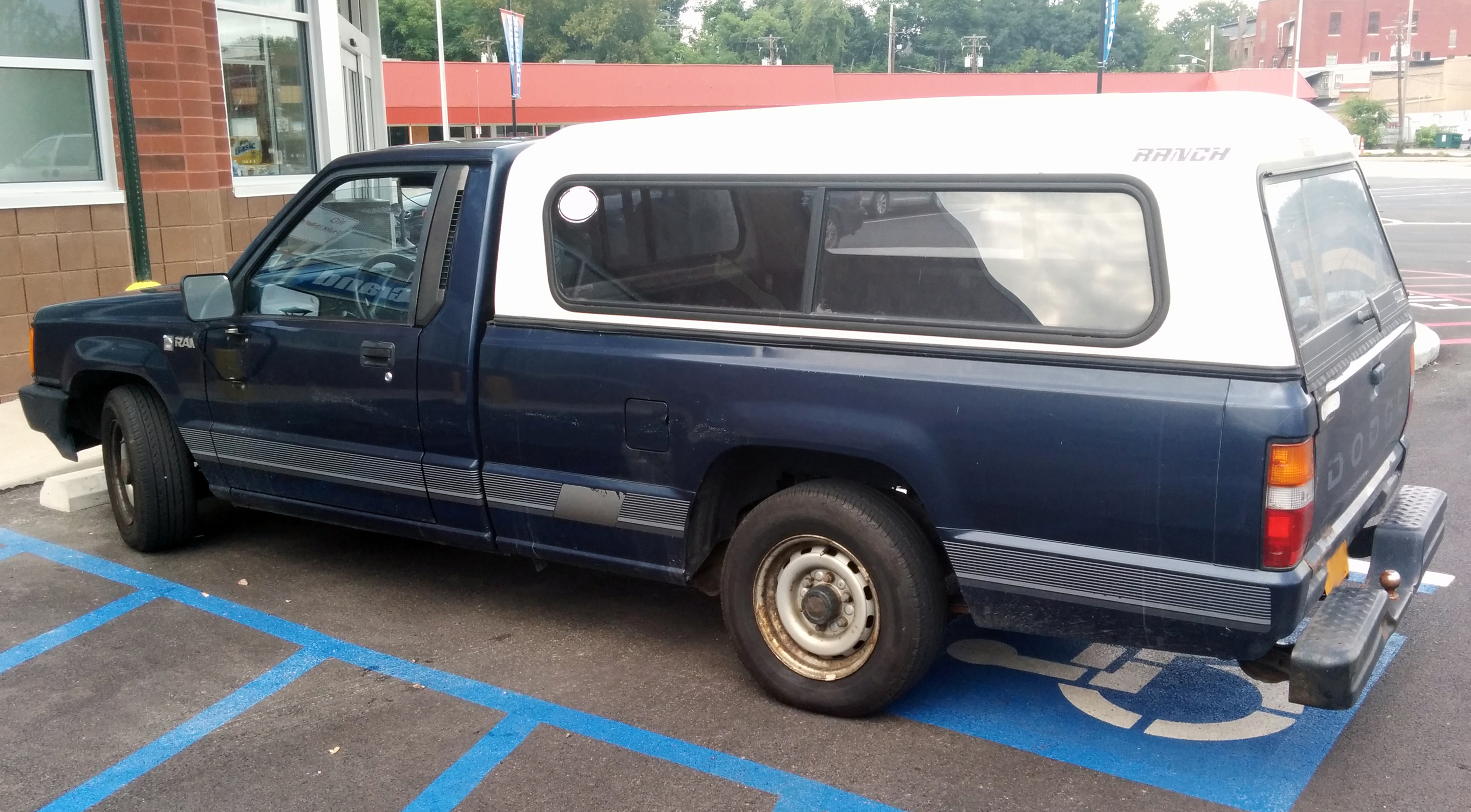
دودج رام 50 شاصية طويل 1987 (الولايات المتحدة)
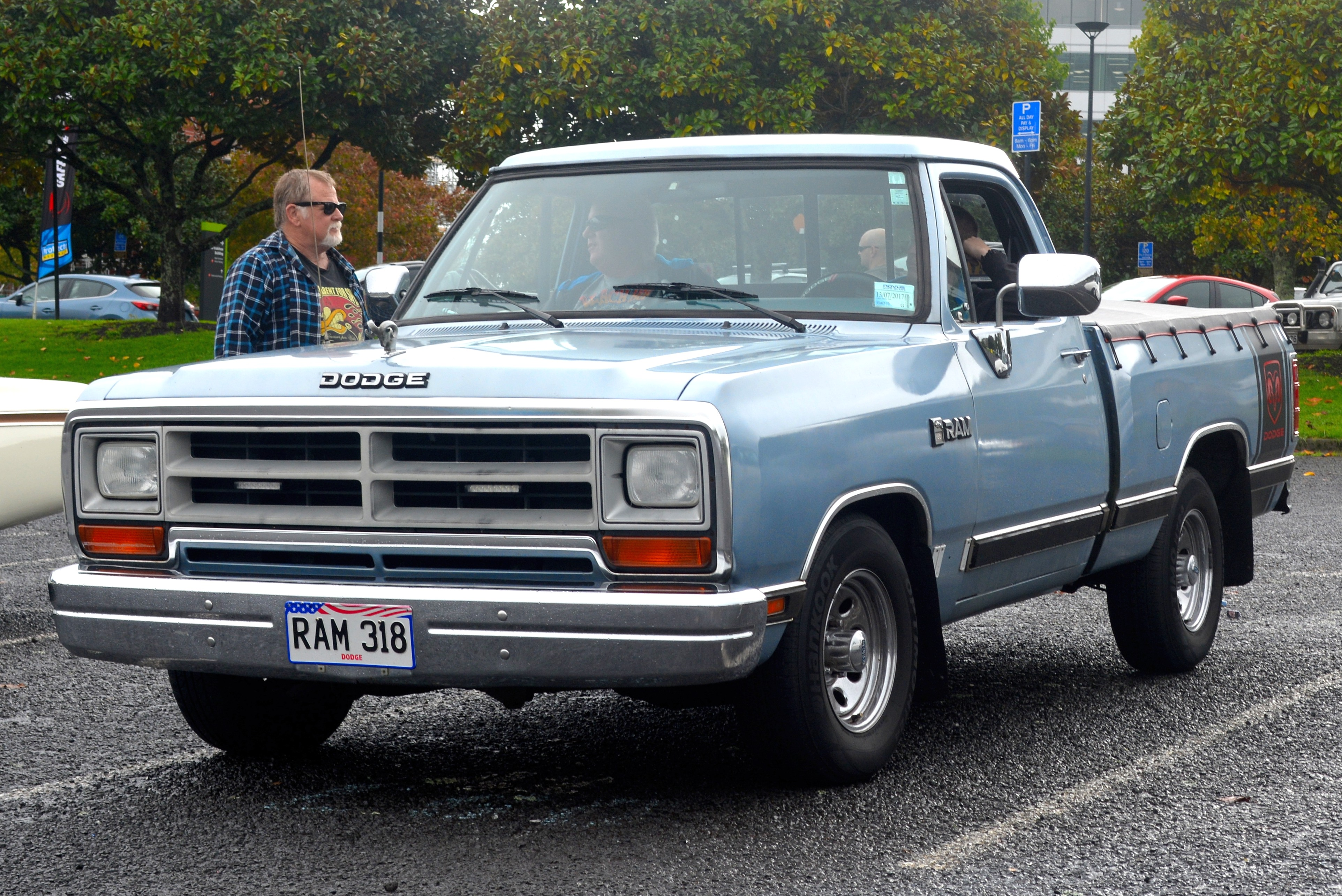
دودج رام 50 شاصية طويل 1989 (الولايات المتحدة)

| الجيل الثالث (ك50 / ك60 / ك70) | الجيل الثالث (ك50 / ك60 / ك70) |
| ------------------------------ | --- |
|                                | |
| ملخص                           | |
| أيضا يسمى                      | ميتسوبيشي كولت (جنوب إفريقيا)ميتسوبيشي تريتون (أستراليا)ميتسوبيشي إل200ميتسوبيشي ستومميتسوبيشي سترادا (اليابان ، تايلاند)ميتسوبيشي ماغنومميتسوبيشي ستراكر (البرتغال) |
| إنتاج                          | 1996-2006 |
| المجسم                         | اليابان: آيتشيتايلاند: لايم تشابانج (MMTh)البرازيل: كاتالوالفلبين: كاينتا                                                                                            |
| الجسم والشاسيه                 | |
| نمط الجسم                      | بيك أب 2 باب4 أبواب بيك أب |
| متعلق ب                        | ميتسوبيشي باجيرو سبورت (الجيل الأول) |
| مجموعة نقل الحركة              | |
| محرك                           | - بنزين: - 2.0 لتر 4G63 I4 - 2.4 لتر 4G64 I4 - 3.0 لتر 6G72 V6 - ديزل: - 2.5 لتر 4D56 I4 - 2.5 لتر 4D56 تيربو I4 - 2.8 لتر 4 م 40 I4 - 2.8 لتر 4M40 توربو I4         |
| توصيل                          | 5 سرعات يدوي4 سرعات أوتوماتيكي |
| أبعاد                          | |
| قاعدة العجلات                  | 2950 مم (116.1 بوصة) |
| طول                            | 4935 مم (194.3 بوصة) |
| عرض                            | 1،695 مم (66.7 بوصة) |
| ارتفاع                         | 1،585-1،710 ملم (62.4-67.3 بوصة) |
| كبح الوزن                      | 1،295 - 1700 كجم (2855-3748 رطلاً) |

## الجيل الثالث

### (ك50 / ك60 / ك70؛ 1996)
في عام 1996، تم تقديم طراز جيل جديد بمحركات توربو ديزل سعة 2.5 لتر تعمل بقوة 103 حصان (77 كيلو واط). تشمل خيارات المحرك الأخرى محركان يعملان بالبنزين بستة عشر صماماً يعملان بالوقود وديزل يعمل بنظام السحب الطبيعي. تم استبدال الوحدة السابقة سعة 2.6 لتر بمحرك جديد أكثر قوة سعة 2.4 لتر بقوة 145 حصان (108 كيلو واط). شاركت السيارة في رالي داكار عام 2005. وانتهى الإنتاج في عام 2006. وقد تم تصنيعها فقط في لايم تشابانج بتايلاند، وتم تصديرها أيضاً إلى اليابان بين عامي 1997 و1999. في أواخر عام 2001، خضع الجيل الثالث لعملية تجميل مع مصابيح أمامية جديدة وتغييرات أخرى.
تم تطوير نموذج الدفع الرباعي من ميتسوبيشي تريتون، يُطلق عليه تحدي ميتسوبيشي، وتم طرحه في اليابان في عام 1996. وفي الأسواق الخارجية، تم أيضاً وضع شارة مونتيرو سبورت أو باجيرو سبورت أو شوغون سبورت أو ناتيفا.
تشترك تشالنجر في العديد من المكونات وبعض ألواح الهيكل (مثل الأبواب الأمامية) مع شاحنة البيك أب سترادا وتستخدم الجيل الثاني من قاعدة عجلات ميتسوبيشي باجيرو. تم إنتاج تشالنجر أيضاً في تايلاند باسم ميتسوبيشي سانت رادا جي واجن.

النموذج التايلاندي، على عكس نفس السيارة المصنعة في مكان آخر، استخدم نفس التصميم الأمامي لشاحنة سترادا الصغيرة التي كان يعتمد عليها. تم إيقاف إنتاجها في عام 2005، ولكن تم إحياء لوحة تشالنجر للجيل الثاني من ميتسوبيشي باجيرو سبورت، والتي تم إطلاقها في عام 2008 والتي تعتمد أيضاً على الجيل التالي من ميتسوبيشي تريتون.

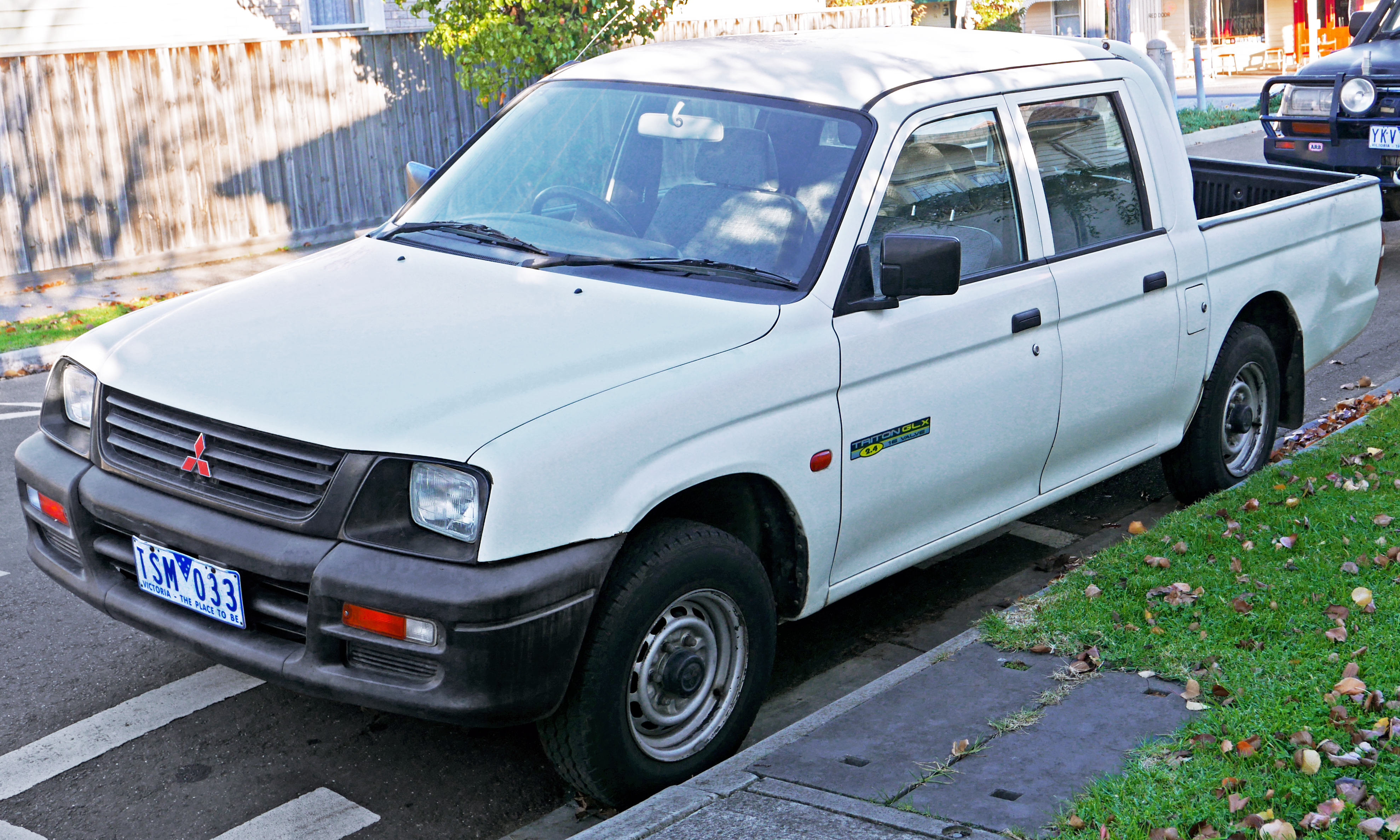
ميتسوبيشي تريتون جي إل إكس 1999
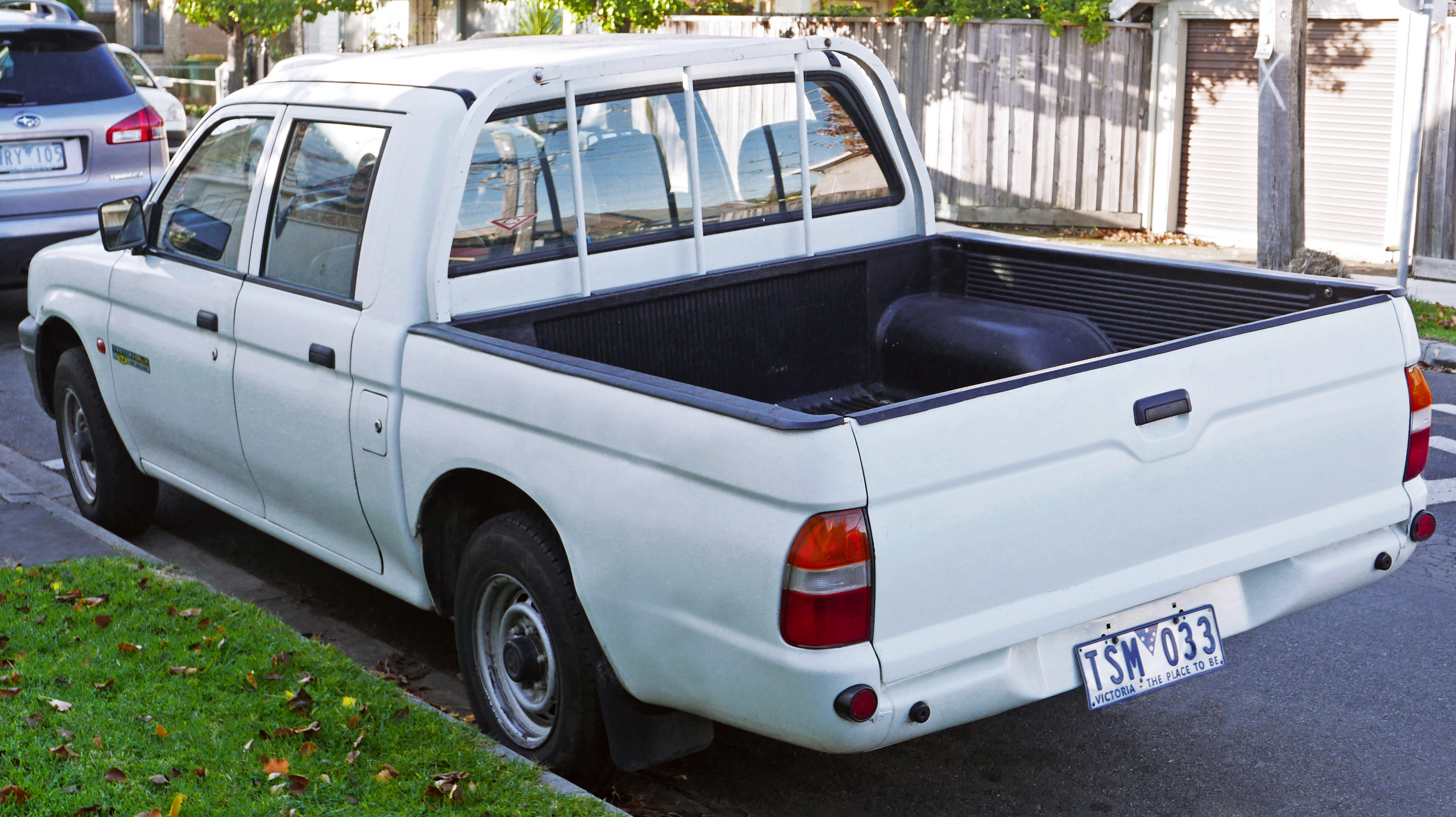
ميتسوبيشي تريتون جي إل إكس 1999
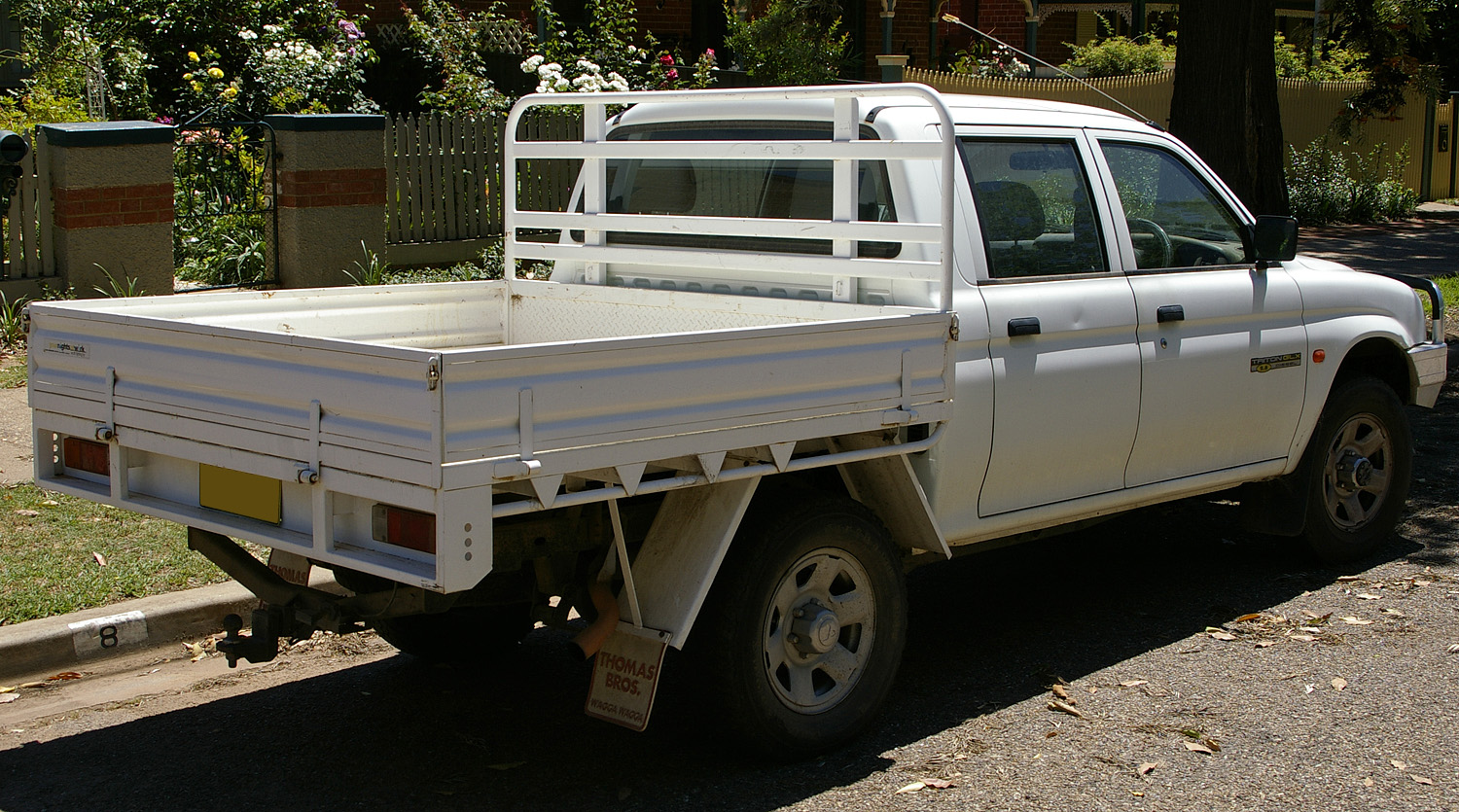
ميتسوبيشي تريتون جي إل إكس
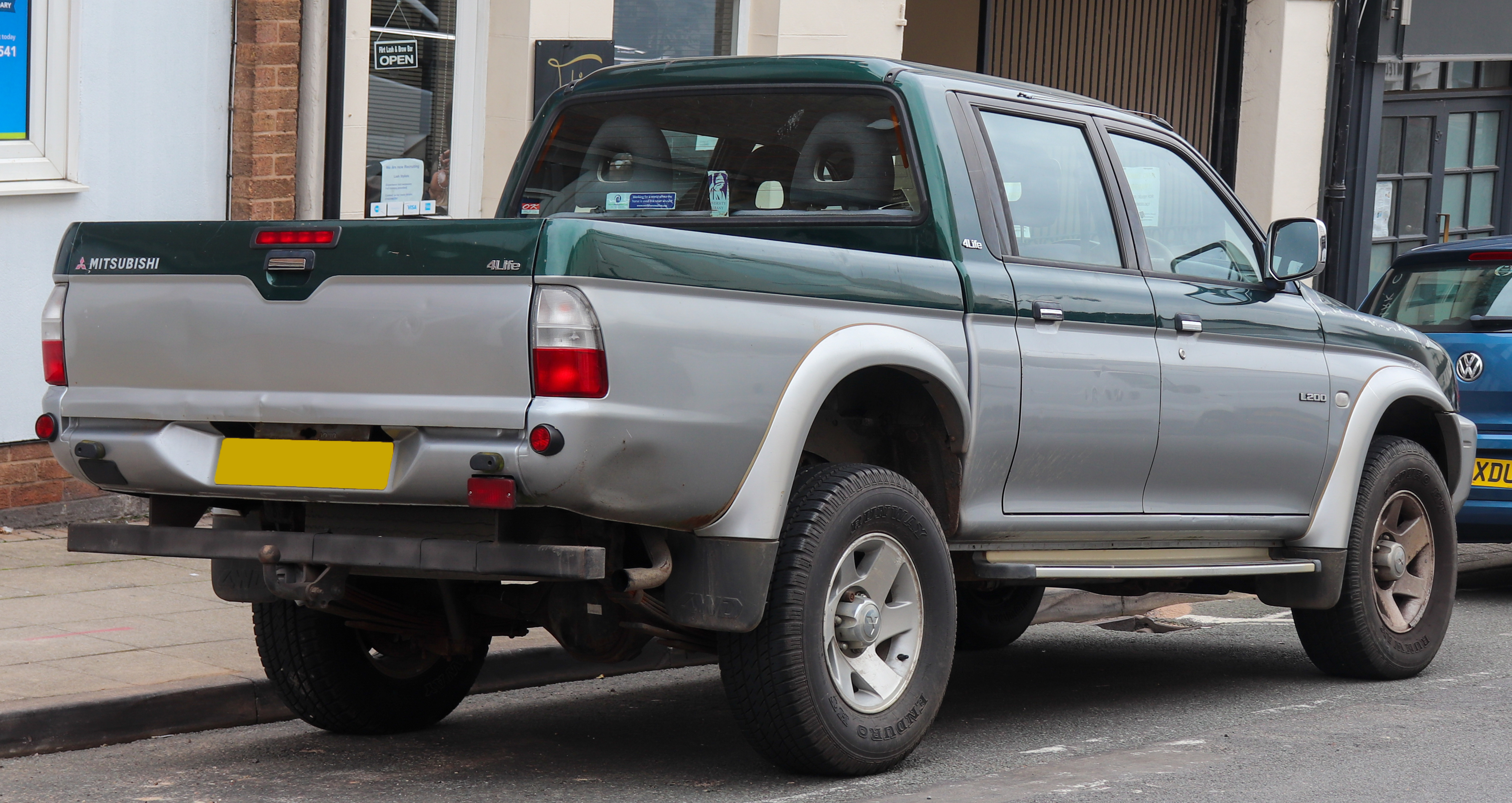
2002 ميتسوبيشي ال200 دفع خلفي 2.5 لتر

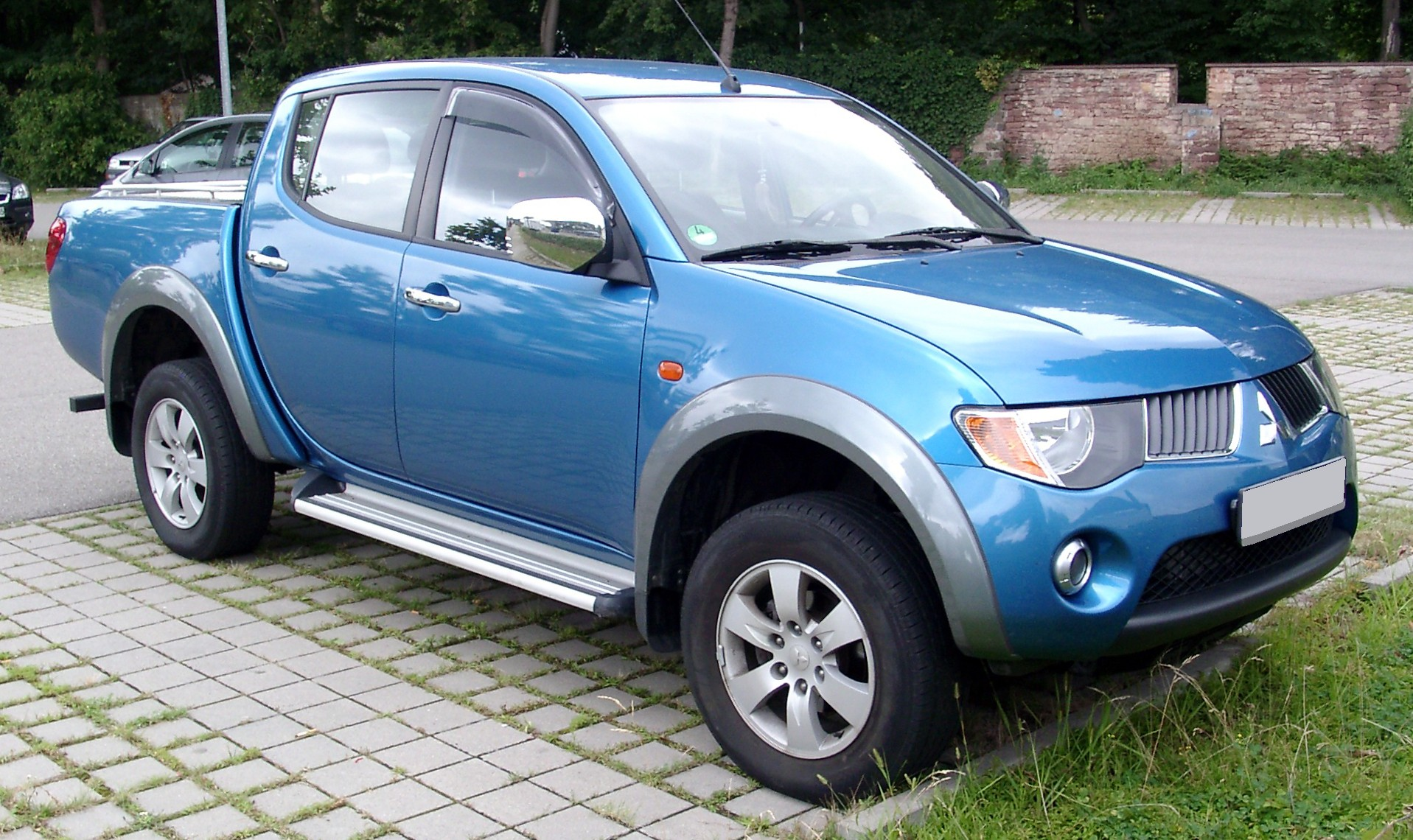

| الجيل الرابع (ك.أ / كب) | الجيل الرابع (ك.أ / كب) |
| ----------------------- | --- |
| ميتسوبيشي L200          | |
| ملخص                    | |
| إنتاج                   | 2005-20142005 إلى الوقت الحاضر (البرازيل) |
| المجسم                  | تايلاند: Laem Chabang (MMTh)البرازيل: Catalãoجنوب إفريقيا: East London ( Daimler AG )                                                                                          |
| الجسم والشاسيه          | |
| نمط الجسم               | بيك أب 2 باب4 أبواب بيك أب |
| متعلق ب                 | ميتسوبيشي باجيرو سبورت (KG / KH / PB) |
| مجموعة نقل الحركة       | |
| محرك                    | - البنزين / الغاز الطبيعي المضغوط : - 2.4 لتر 4G64 I4 - 2.4 لتر 4G64 بنزين / CNG I4 - 3.5 L 6G74 V6 - ديزل : - 2.5 لتر 4D56 I4 - 2.5 لتر 4D56 تيربو I4 - 3.2 لتر 4M41 توربو I4 |
| توصيل                   | 5 سرعات يدوي4 سرعات أوتوماتيكي5 سرعات أوتوماتيكي |
| أبعاد                   | |
| قاعدة العجلات           | 3000 مم (118.1 بوصة) |
| طول                     | 5،040 ملم (198.4 بوصة)FBB: 4835 ملم (190.4 بوصة)طاقم المقصورة: 5،115 ملم (201.4 بوصة)                                                                                          |
| عرض                     | 1،750 ملم (68.9 بوصة)طاقم المقصورة: 1800 ملم (70.9 بوصة) |
| ارتفاع                  | 1،655 ملم (65.2 بوصة)طاقم المقصورة: 1،775 ملم (69.9 بوصة)4x4: 1،780 ملم (70.1 بوصة)                                                                                            |

## الجيل الرابع

### (ك.أ / ك.ب؛ 2005)
تم إصدار الجيل الرابع من تريتون في عام 2005. صممه أكينوري ناكاشي، وقد تم بناؤه حصرياً من قبل فرع ميتسوبيشي في تايلاند وتم تصديره إلى 140 سوقاً عالمياً. كان يُعرف في الغالب باسم إل200 باستثناء أسواق اليابان والدول الفرعية. كانت السيارة مزودة بمحرك توربيني 2.5 لتر يعمل على تطوير 134 كيلو واط (180 حصان). الإصدار الأساسي، المتوفر في بعض الأسواق مثل جمهورية الدومينيكان، كان يحتوي على محرك ديزل بسعة 2.5 لتر يستنشق عادة، وكان إصدار إل200 للطرق الوعرة المسمى سافانا 200 حصان.

في اليابان، تم تجهيز تريتون حصرياً بمحرك بنزين سعة 3.5 لتر وناقل حركة أوتوماتيكي رباعي السرعات وتم بيعه من عام 2006 إلى عام 2011 - الشاحنة البيك أب الوحيدة في السوق في ذلك الوقت (باستثناء شاحنات كي). على الرغم من نجاحها في الخارج، إلا أنها كانت فشلاً ذريعاً في اليابان حيث فضل العمال والتجار الشاحنات الصغيرة وسيارات الستيشن. نتيجة لذلك، في أغسطس 2011، تم سحب ترايتون من تشكيلة ميتسوبيشي اليابانية.

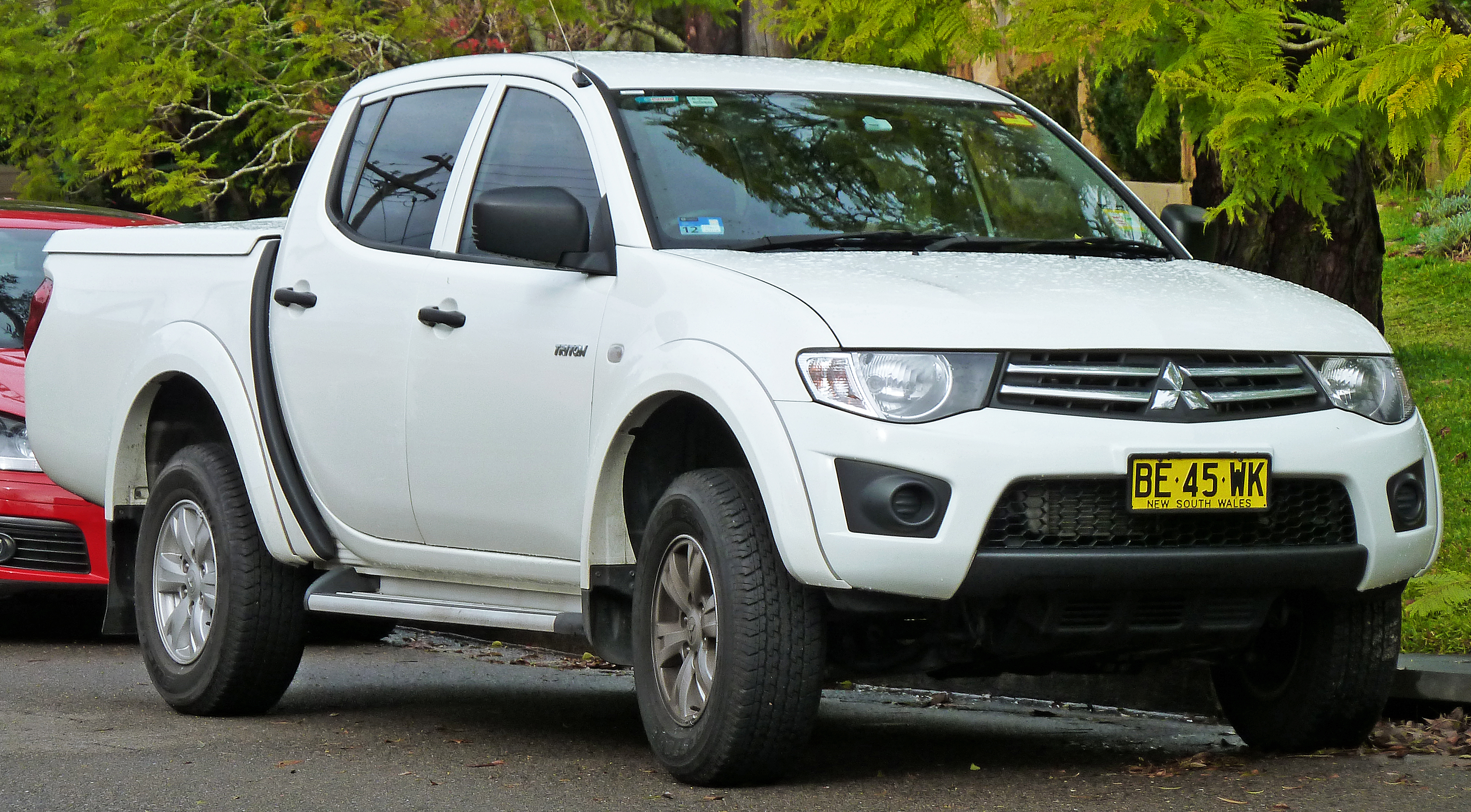
ميتسوبيشي تريتون كابينة مزدوجة 2009 - 2011
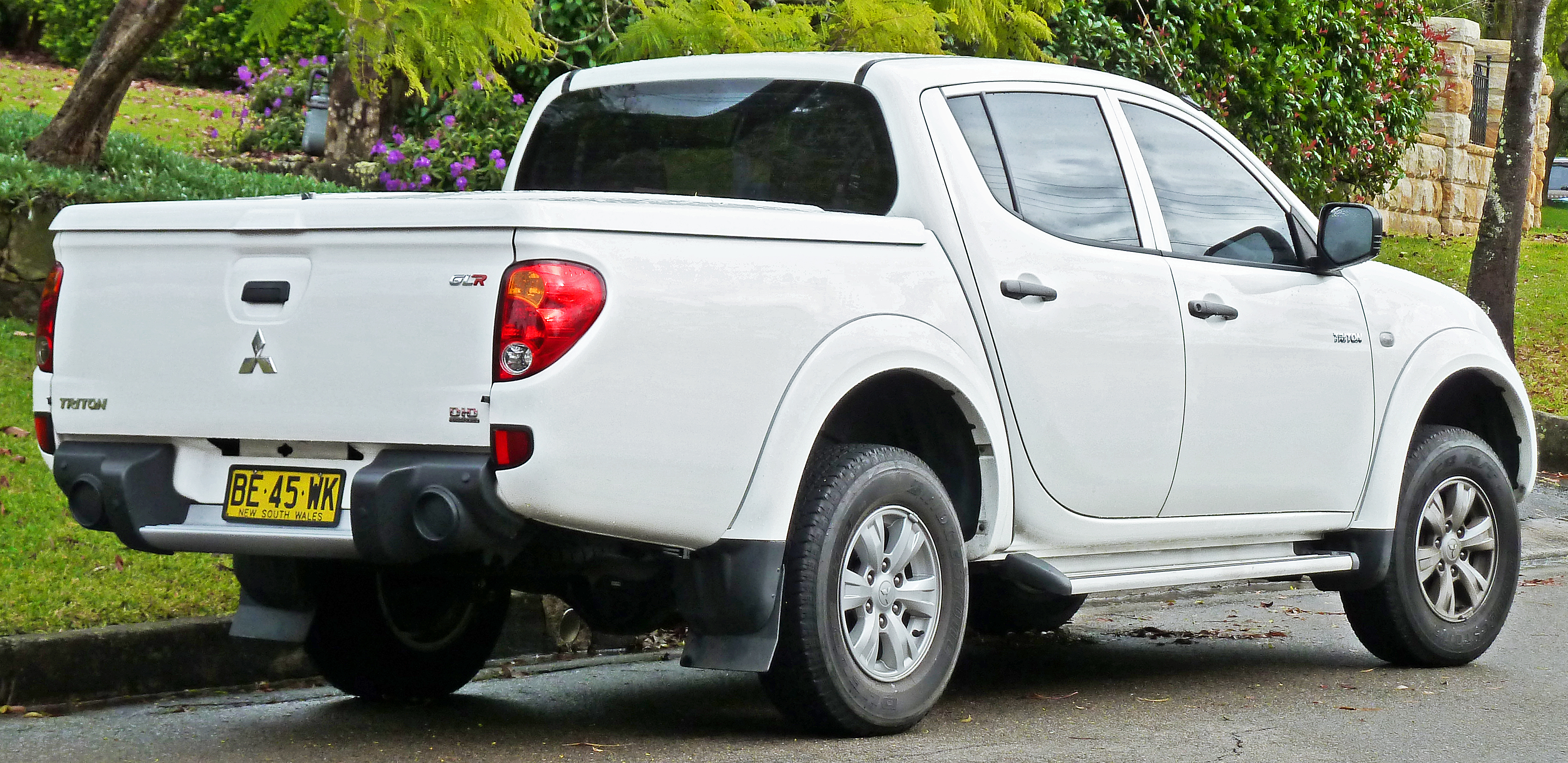
ميتسوبيشي تريتون كابينة مزدوجة 2009 - 2011
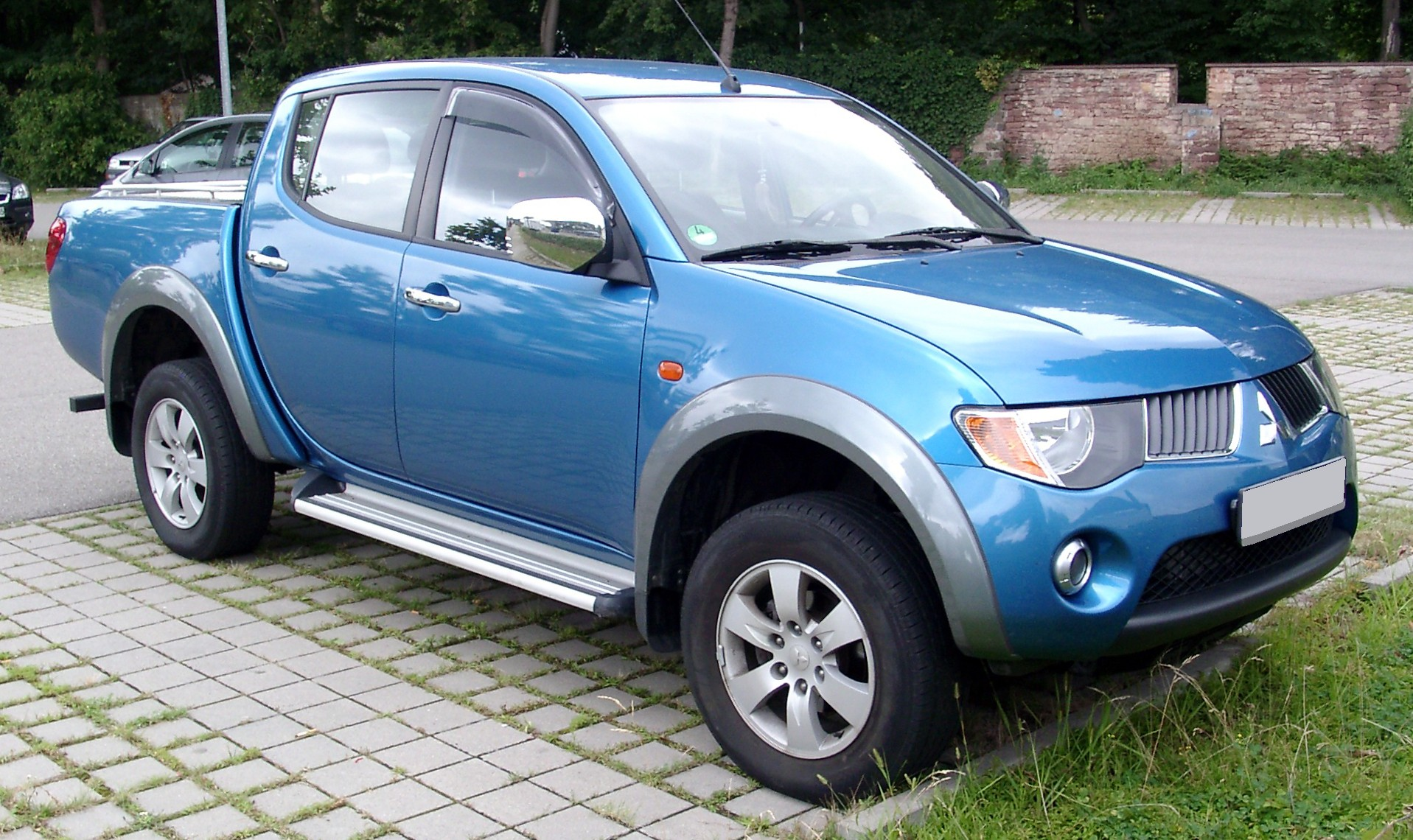
ميتسوبيشي تريتون كابينة مزدوجة 2008
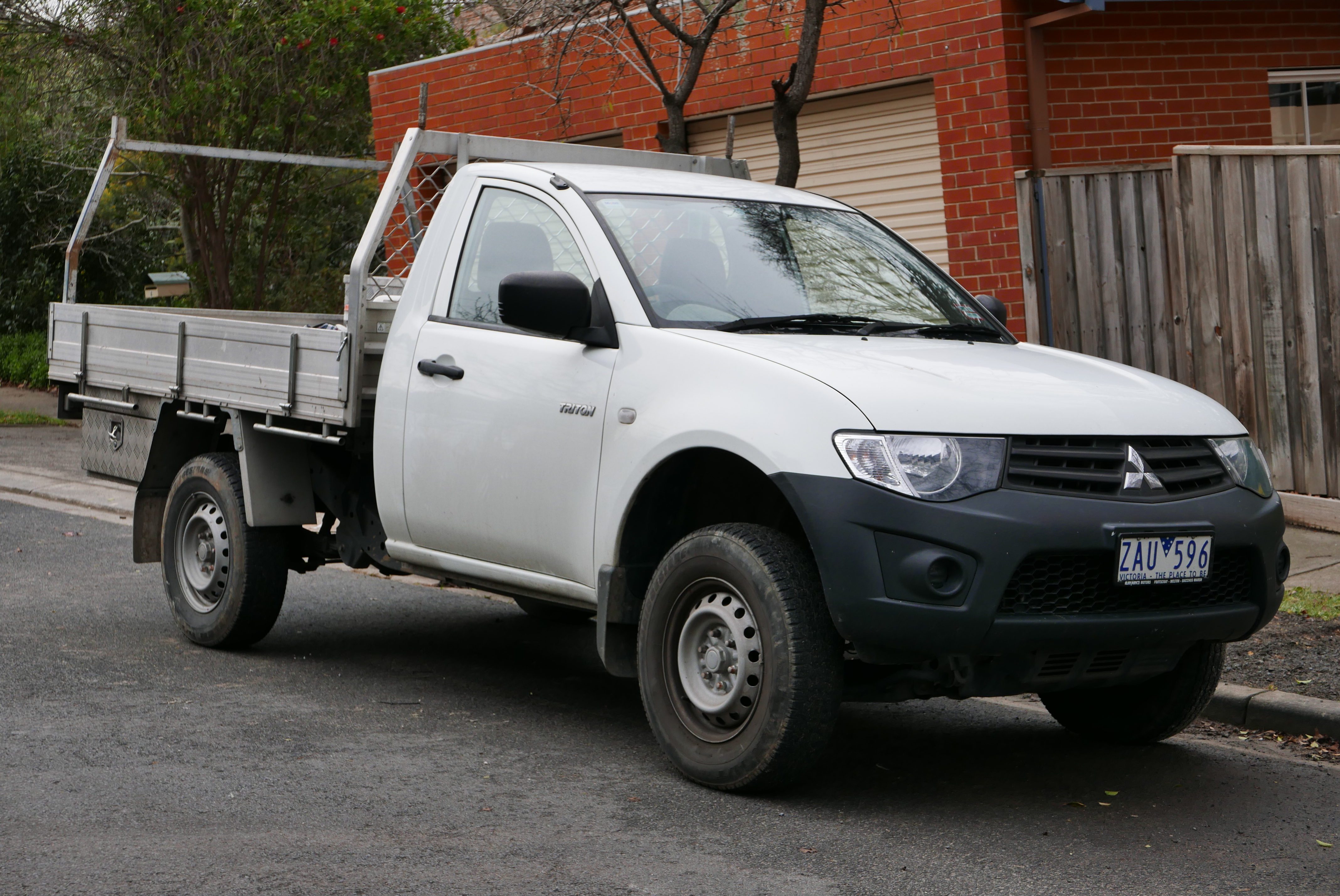
ميتسوبيشي تريتون جي ال (هيكل كابينة)

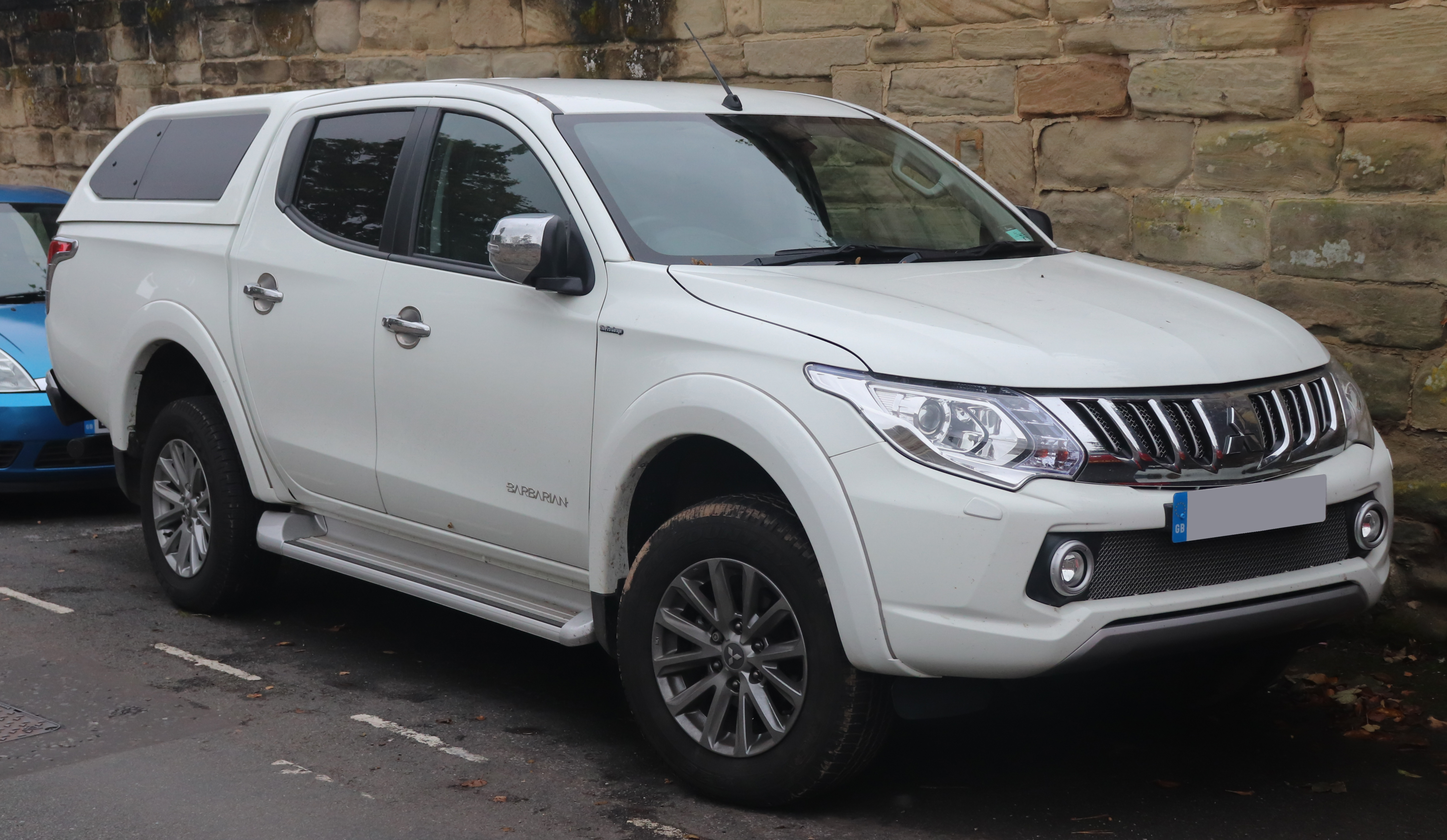

| الجيل الخامس (KJ / KK / KL)       | الجيل الخامس (KJ / KK / KL)                                                                                        |
| --------------------------------- | --- |
| ميتسوبيشي L200 بربريان (شد الوجه) | |
| ملخص                              | |
| أيضا يسمى                         | ميتسوبيشي L200ميتسوبيشي تريتونفيات فولباكرام 1200ميتسوبيشي سترادا                                                  |
| إنتاج                             | 2015 إلى الوقت الحاضر                                                                                              |
| المجسم                            | تايلاند: Laem Chabang ( MMTh )البرازيل: Catalão                                                                    |
| الجسم والشاسيه                    | |
| نمط الجسم                         | بيك أب 2 باب4 أبواب بيك أب                                                                                         |
| متعلق ب                           | ميتسوبيشي باجيرو سبورت (KR / KS / QE)                                                                              |
| مجموعة نقل الحركة                 | |
| محرك                              | - البنزين : - 2.4 لتر 4G64 I4 - ديزل : - 2.3 لتر 4N14 توربو I4 - 2.4 L 4N15 MIVEC توربو I4 - 2.5 لتر 4D56 تيربو I4 |
| توصيل                             | 6 سرعات يدوي5 سرعات يدوي5 سرعات أوتوماتيكي6 سرعات AISIN R6AWH / V6AWH أوتوماتيكي                                   |
| أبعاد                             | |
| قاعدة العجلات                     | 3000 مم (118.1 بوصة)                                                                                               |
| طول                               | 5،210 مم (205.1 بوصة)                                                                                              |
| عرض                               | 1،820 مم (71.7 بوصة)                                                                                               |
| ارتفاع                            | 1،780 مم (70.1 بوصة)                                                                                               |

## الجيل الخامس

### (ك.ج / ك.ك / ك.ل؛ 2015)
في عام 2014، كشفت ميتسوبيشي النقاب عن سيارة 200إل الجديدة بالكامل والتي تم طرحها للبيع في أوائل عام 2015 (منطقة آسيا والمحيط الهادئ) وأواخر عام 2015 (أوروبا ومنطقة البحر الكاريبي). يعمل بمحرك ديزل جديد سعة 2.4 لتر. منذ عام 2015، يشترك الجيل الحالي من إل200 في نفس الأسس مثل فيات فل باك التي أعيدت تسميتها حديثاً والمخصصة لأسواق أوروبا والشرق الأوسط. ليس لدى شركة فيات كرايسلر للسيارات حالياً أي خطط لتقديم فولباك في سوق أمريكا الشمالية بسبب ضريبة الدجاج الأمريكية بالإضافة إلى إدخال جيب جلاديتور، على أساس الجيل الرابع من جيب رانجلر دفع رباعي. بالنسبة لعام 2017، أعادت شركة رام للشاحنات تسمية تريتون باسم رام 1200 لسوق الشرق الأوسط.
بالإضافة إلى ذلك، نظراً لإصابتها بالفشل الخطير للجيل السابق من تريتون في السوق اليابانية (على عكس نجاحها في الخارج) بالإضافة إلى فرض رسوم ضرائب ثقيلة على الشاحنات الصغيرة هناك، لا يوجد لدى ميتسوبيشي موتورز حالياً أي خطط لجلب تريتون الحالي  إلى سوقهم المحلي.

### ماليزيا
تم إطلاق الجيل الخامس من ميتسوبيشي تريتون في ماليزيا في مايو 2015 حيث يتم استيراد ميتسوبيشي تريتون بالكامل من تايلاند. كانت متوفرة في خمسة أنواع مختلفة: تريتون كويست(م.ت) وتريتون(م.ت) وتريتون ف.ج.ت(م.ت) وتريتون ف.ج.ت (أ.ت) وتريتون ف.ج.ت أدفنتور(أ.ت)
تأتي طرازات ف.ج.ت بمحرك توربو متغير الهندسة 2.5 لتر قادر على إنتاج 178 حصاناً و400 نيوتن متر.
كان محرك 2.5 تريتون (م.ت) لتر محرك توربو ذو خط مشترك قادر على إنتاج 136 حصان و324 نيوتن متر، وكان تريتون كويست يحتوي على محرك 2.5 لتر دوهوك مع 110 حصان و200 نيوتن متر.
تم توفير نسختين محدودتين بما في ذلك: تريتون بانتوم إيديشن في يناير 2016 وتريتون نايت إيديشن في مايو 2016. كلاهما اقتصر على 200 وحدة لكل منهما.
في سبتمبر 2016، جنباً إلى جنب مع تغيير المحرك لطرازات ف.ج.ت إلى محرك توربوديزل 2.4 لتر قادر على قوة 181 حصاناً و430 نيوتن متر، تم إطلاق تريتون ف.ج.ت أدفنتور إكس أيضاً كنموذج جديد للمجموعة. في أبريل 2017، تم تحديث تريتون.
تضمنت التغييرات ميزات أمان إضافية لطرازات ف.ج.ت، وتغيير في تصميم عجلة القيادة وخيارات ألوان مختلفة.
في سبتمبر 2017، تم إطلاق تريتون ف.ج.ت(ج.ل) وتم وضعه بين تريتون (م.ت) وتريتون ف.ج.ت(م.ت).
في نوفمبر 2017، تم إطلاق تريتون ف.ج.ت(أ.ت) بريميوم.
في يناير 2018، تم إطلاق تريتون أثليت باعتباره أعلى نطاق جديد.
في يناير 2019، تم إطلاق الجيل الخامس المحسن من تريتون في ماليزيا بخمسة أنواع مختلفة: ف.ج.ت (أ.ت - م.ت)، ف.ج.ت بريميوم (أ.ت - م.ت)، أدفنتور إكس (أ.ت فقط). بقي نموذج كويست 4x2 بدون تغيير.

### 2019 شد الواجهة
تم تجديد طراز تريتون لعام 2019 في معرض تايلاند الدولي للسيارات 2018 في بانكوك، تايلاند. يتكون هذا التحديث من واجهة أمامية جديدة مستوحاة من باجيرو / مونتيرو سبورت، إكليبس كروس وإكسباندر، معالجة جديدة بتصميم الدمعة الخلفية مثل باجيرو / مونتيرو سبورت، وتغييرات طفيفة في الداخل لبعض المتغيرات. تلقى هذا النموذج أيضاً دائري هواء خلفي يقع في السقف الداخلي.

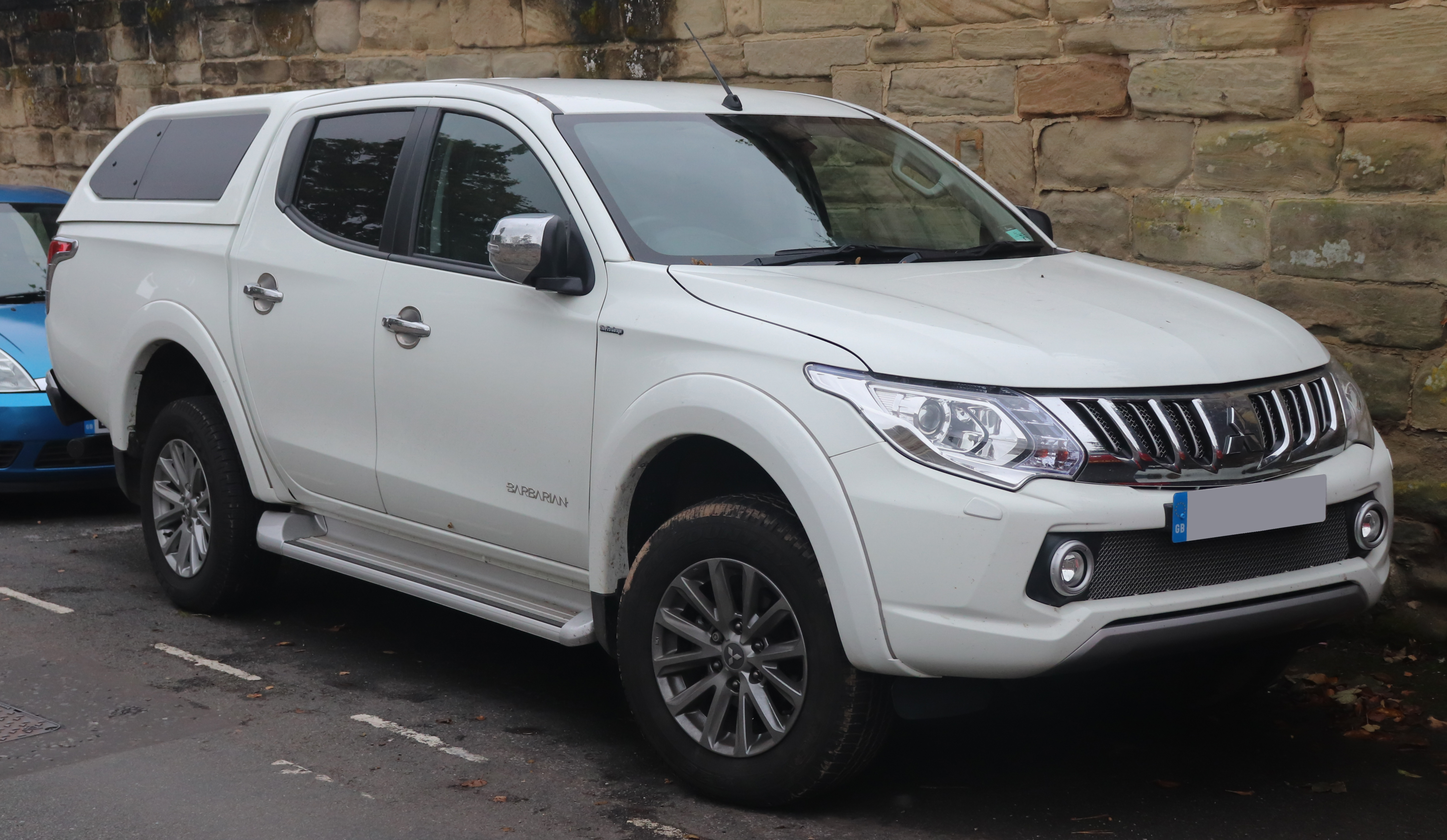
ال200 بربيان 2016
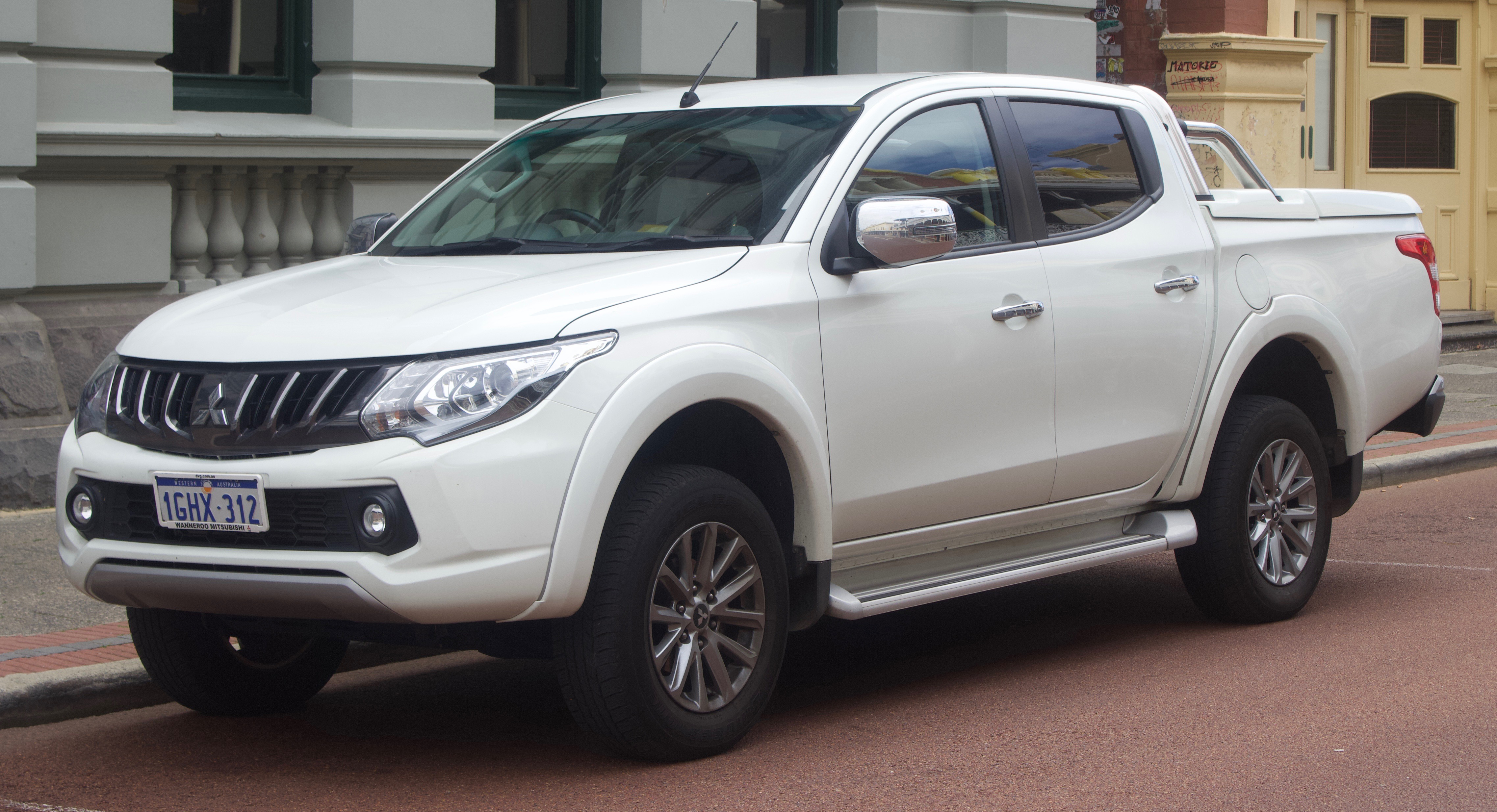
ميتسوبيشي مايتي جي أل أس دبل كابين دفع رباعي 2017 قبل شد الواجهة
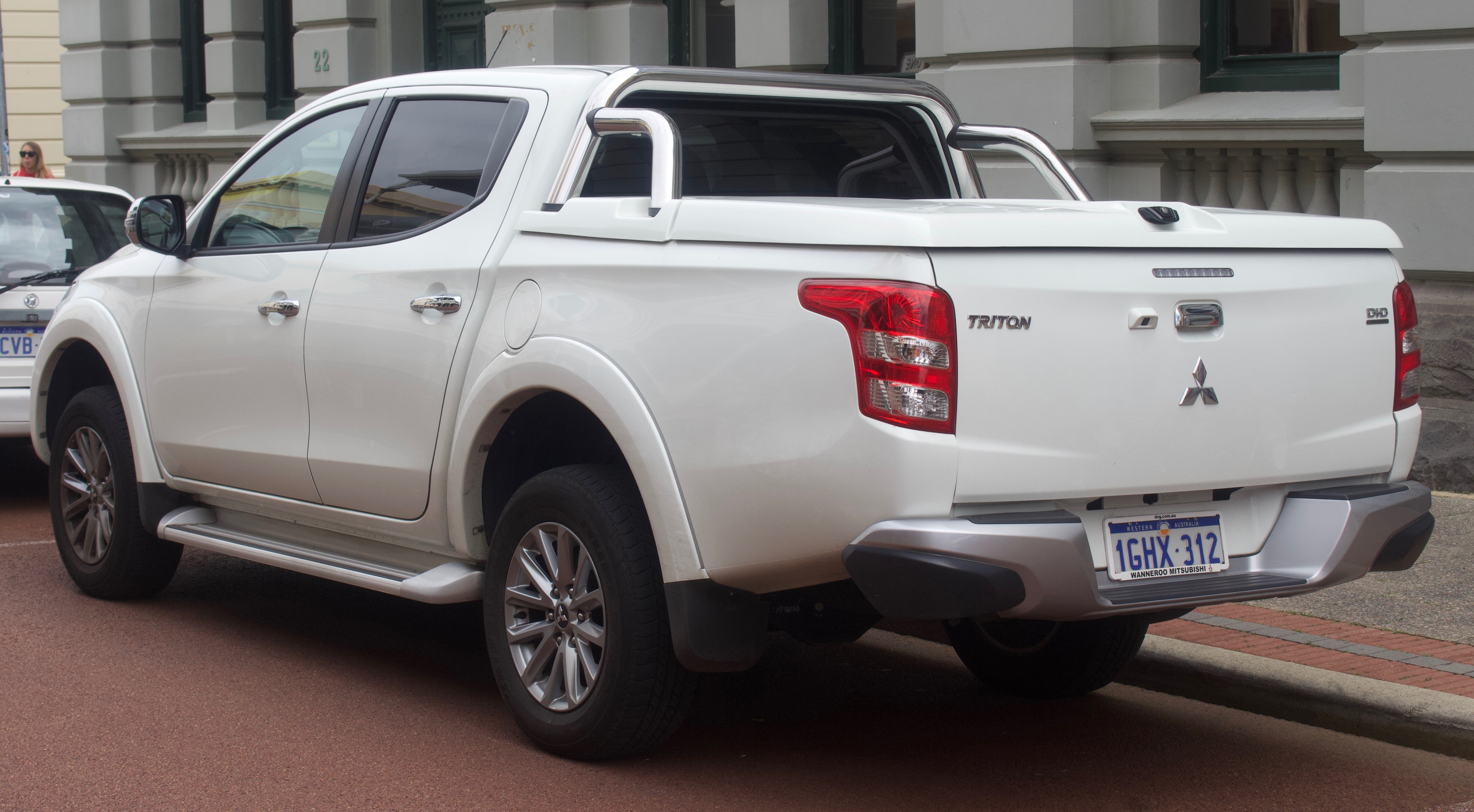
ميتسوبيشي مايتي جي أل أس دبل كابين دفع رباعي 2017 قبل شد الواجهة
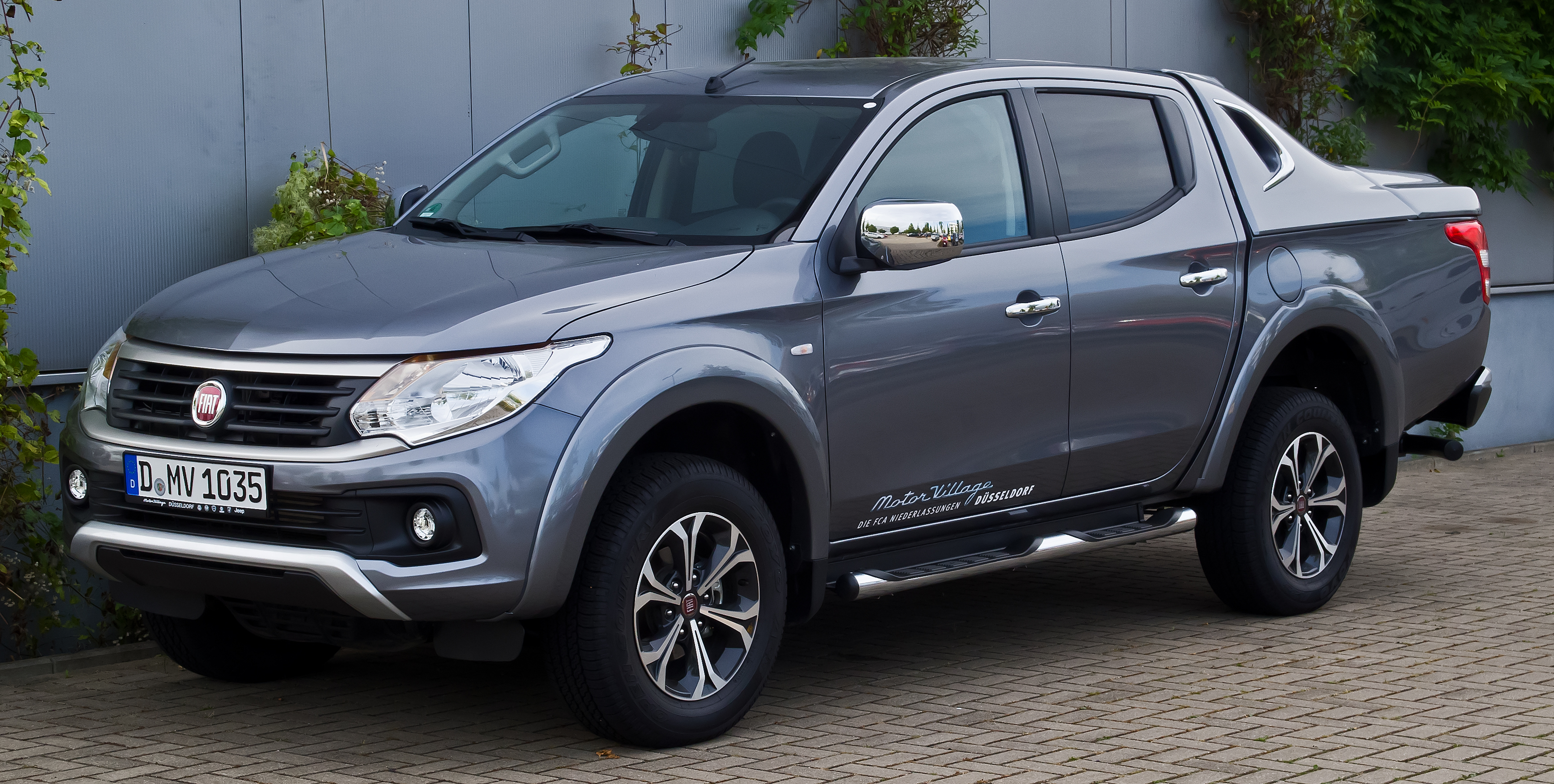
فيات فل باك 2016
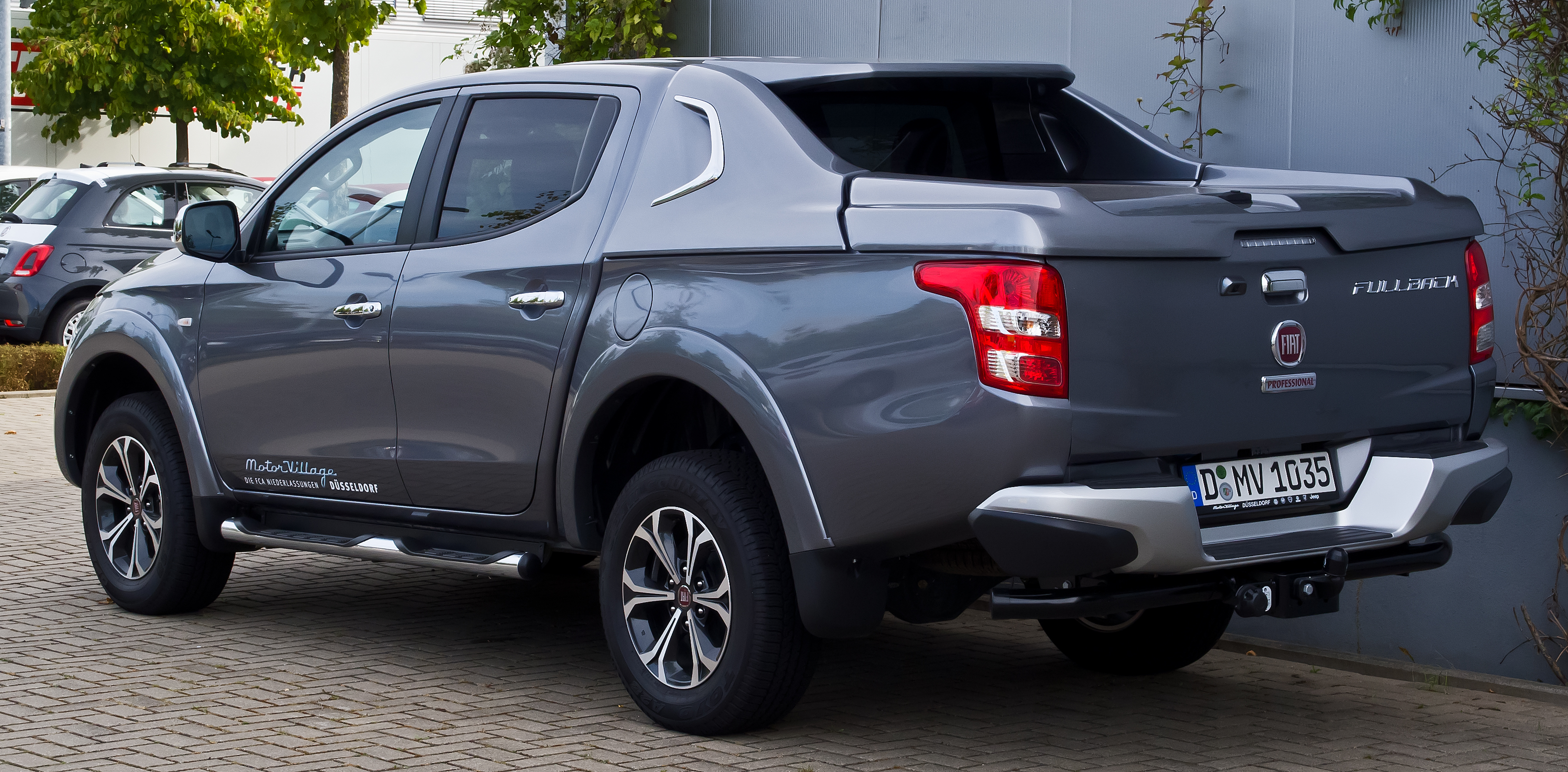
فيات فل باك 2016
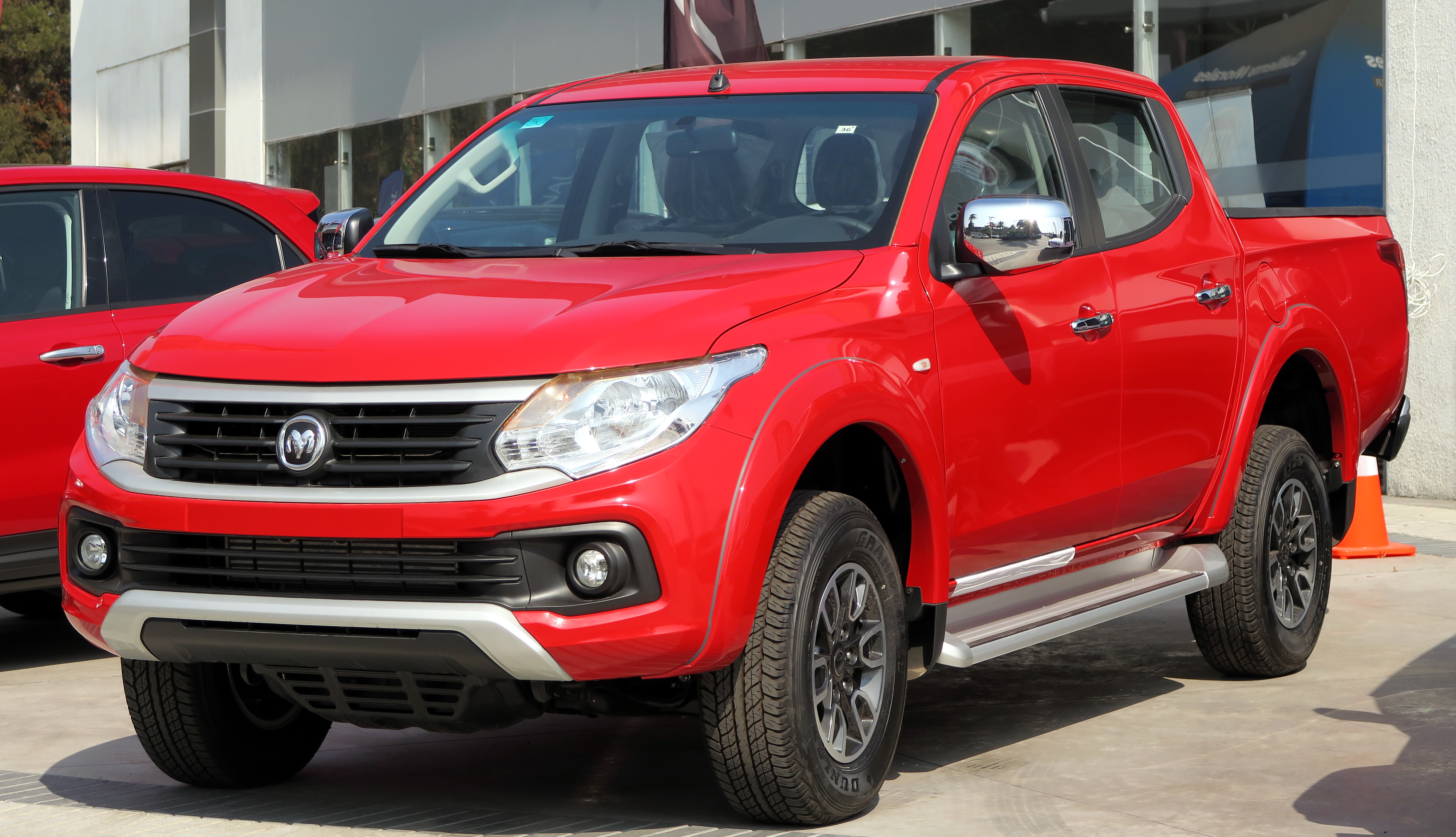
رام 1200 (2019)

## المبيعات
| تقويم سنوي | تايلاند | أستراليا | الفلبين |
| ---------- | ------- | -------- | ------- |
| 2014       | 33105   |          |         |
| 2015       | 25261   |          |         |
| 2016       | 23،584  |          |         |
| 2017       | 32450   |          |         |
| 2018       | 39984   | 24896    | 4725    |
| 2019       | 35789   | 25819    | 8167    |
| 2020       | 25704   | 18136    | 4،958   |

## روابط خارجية
الموقع الرسمي لشركة ميتسوبيشي تريتون (باللغة اليابانية)
الموقع الرسمي (العالمي)

## وصلات خارجية
- تقرير ميتسوبيشي L200